# Списък на общините на Бразилия

### А
- Абадиания (GO)
- Абадия ди Гояс (GO)
- Абадия дос Доурадос (MG)
- Абаете (MG)
- Абаететуба (PA)
- Абаира (BA)
- Абаре (BA)
- Абатиа (PR)
- Абаяра (CE)
- Абдон Батиста (SC)
- Абел Фигейредо (PA)
- Абелардо Лус (SC)
- Абре-Кампо (MG)
- Абреу и Лима (PE)
- Абреуландия (TO)

- Аваи (SP)
- Аваняндава (SP)
- Аваре (SP)
- Авейро (PA)
- Авелино Лопис (PI)
- Авелинополис (GO)

- Агрестина (PE)
- Агрикуландия (PI)
- Агроландия (SC)
- Агрономика (SC)
- Агуа Азул до Норти (PA)
- Агуа Боа (MG)
- Агуа Боа (MT)
- Агуа Бранка (AL)
- Агуа Бранка (PB)
- Агуа Бранка (PI)
- Агуа Доси до Норти (ES)
- Агуа Доси (SC)
- Агуа Доси до Мараняо (MA)
- Агуа Клара (MS)
- Агуа Комприда (MG)
- Агуа Лимпа (GO)
- Агуа Нова (RN)
- Агуа Прета (PE)
- Агуа Санта (RS)
- Агуа Фрия (BA)
- Агуа Фрия ди Гояс (GO)
- Агуаи (SP)
- Агуанил (MG)
- Агуас Белас (PE)
- Агуас Вермеляс (MG)
- Агуас да Прата (SP)
- Агуас ди Линдоя (SP)
- Агуас ди Санта Барбара (SP)
- Агуас ди Сао Педро (SP)
- Агуас ди Шапеко (SC)
- Агуас Линдас ди Гояс (GO)
- Агуас Морнас (SC)
- Агуас Формозас (MG)
- Агуас Фриас (SC)
- Агудо (RS)
- Агудос (SP)
- Агудос до Сул (PR)
- Агиа Бранка (ES)
- Агиар (PB)
- Агиарнополис (TO)

- Адамантина (SP)
- Адиландия (GO)
- Адолфо (SP)
- Адрианополис (PR)
- Адустина (BA)

- Ажурикаба (RS)

- Аикуара (BA)

- Айморес (MG)

- Акажутиба (BA)
- Акара (PA)
- Акарапе (CE)
- Акарау (CE)
- Акари (RN)
- Акауа (PI)
- Акаяка (MG)
- Акидаба (SE)
- Акидауана (MS)
- Акирас (CE)
- Акопиара (CE)
- Акоризал (MT)
- Акриландия (AC)
- Акриуна (GO)

- Алагоа (MG)
- Алагоа Гранди (PB)
- Алагоа Нова (PB)
- Алагоиня (PB)
- Алагоиня (PE)
- Алагоиня до Пиауи (PI)
- Алагоиняс (BA)
- Аламбари (SP)
- Албертина (MG)
- Алвараис (AM)
- Алваренга (MG)
- Алварис Машаду (SP)
- Алварис Флоренси (SP)
- Алвару ди Карвалю (SP)
- Алвинландия (SP)
- Алвинополис (MG)
- Алворада (RS)
- Алворада (TO)
- Алворада ди Минас (MG)
- Алворада до Гургея (PI)
- Алворада до Норти (GO)
- Алворада до Сул (PR)
- Алворада д'Оести (RO)
- Алгодау ди Жандаира (PB)
- Алдеяс Алтас (MA)
- Алегрети (RS)
- Алегрети до Пиауи (PI)
- Алегри (ES)
- Алегрия (RS)
- Алекрин (RS)
- Алешандрия (RN)
- Алешания (GO)
- Ален Параиба (MG)
- Аленкер (PA)
- Алианса (PE)
- Алианса до Токантинс (TO)
- Алкантара (MA)
- Алкантарас (CE)
- Алкантил (PB)
- Алкубаса (BA)
- Алмадина (BA)
- Алмас (TO)
- Алмейрин (PA)
- Алменара (MG)
- Алмину Афонсу (RN)
- Алмиранти Тамандаре (PR)
- Алмиранти Тамандаре до Сул (RS)
- Алперката (MG)
- Алпестри (RS)
- Алпинополис (MG)
- Алсинополис (MS)
- Алта Флореста (MT)
- Алта Флореста д'Оести (RO)
- Алтаир (SP)
- Алтамира (PA)
- Алтамира до Мараняо (MA)
- Алтамира до Парана (PR)
- Алтанейра (CE)
- Алтероза (MG)
- Алтинополис (SP)
- Алтиню (PE)
- Алтония (PR)
- Алто Алегри (RR)
- Алто Алегри (RS)
- Алто Алегри (SP)
- Алто Алегри до Мараняо (MA)
- Алто Алегри до Пиндаре (MA)
- Алто Алегри дос Паресис (RO)
- Алто Арагуая (MT)
- Алто Бела Виста (SC)
- Алто Боа Виста (MT)
- Алто Гарсас (MT)
- Алто до Родригис (RN)
- Алто Жекитиба (MG)
- Алто Капарао (MG)
- Алто Лонга (PI)
- Алто Оризонти (GO)
- Алто Парагуай (MT)
- Алто Параисо (PR)
- Алто Параисо (RO)
- Алто Параисо ди Гояс (GO)
- Алто Парана (PR)
- Алто Парнаиба (MA)
- Алто Пикири (PR)
- Алто Рио Доси (MG)
- Алто Рио Нову (ES)
- Алто Санту (CE)
- Алто Такуари (MT)
- Алто Фелис (RS)
- Алтус (PI)
- Алуандия (GO)
- Алуминиу (SP)
- Алфенас (MG)
- Алфреду Вагнер (SC)
- Алфреду Васконселус (MG)
- Алфреду Маркондис (SP)
- Алфреду Чавис (ES)
- Аляндра (PB)

- Амажари (RR)
- Амамбай (MS)
- Амапа (AP)
- Амапа до Мараняо (MA)
- Амапора (PR)
- Амаражи (PE)
- Амарал Ферадор (RS)
- Амаралина (GO)
- Амаранти (PI)
- Амаранти до Мараняо (MA)
- Амаргоза (BA)
- Аматура (AM)
- Амелия Родригис (BA)
- Америка Доурада (BA)
- Американа (SP)
- Американо до Бразил (GO)
- Америко Бразилиенси (SP)
- Америко ди Кампос (SP)
- Аметиста до Сул (RS)
- Амонтада (CE)
- Аморинополис (GO)
- Ампаро да Сера (MG)
- Ампаро ди Сао Франсиско (SE)
- Ампаро (PB)
- Ампаро (SP)
- Ампери (PR)

- Анадия (AL)
- Анаже (BA)
- Анажас (PA)
- Анажатуба (MA)
- Анаи (PR)
- Аналандия (SP)
- Анама (AM)
- Ананас (TO)
- Анандараи (BA)
- Ананиндеуа (PA)
- Анаполис (GO)
- Анапу (PA)
- Анапурус (MA)
- Анастасиу (MS)
- Анауриландия (MS)
- Ангатуба (SP)
- Ангера (BA)
- Ангра дос Рейс (RJ)
- Ангулу (PR)
- Андира (PR)
- Андориня (BA)
- Андрадас (MG)
- Андрадина (SP)
- Андре да Роша (RS)
- Андреландия (MG)
- Анжеландия (MG)
- Анжелика (MS)
- Анжеликал (BA)
- Анжелин (PE)
- Анжелина (SC)
- Анжикал до Пиауи (PI)
- Анжику (TO)
- Анжикус (RN)
- Аниемби (SP)
- Аникунс (GO)
- Анисиу ди Абреу (PI)
- Анита Гарибалди (SC)
- Анитаполис (SC)
- Анори (AM)
- Анта Горда (RS)
- Антас (BA)
- Антонина (PR)
- Антонина до Норти (CE)
- Антонио Алмейда (PI)
- Антонио Гонсалвис (BA)
- Антонио Диас (MG)
- Антонио Жуау (MS)
- Антонио Кардозу (BA)
- Антонио Карлос (MG)
- Антонио Карлос (SC)
- Антонио Мартинс (RN)
- Антонио Олинту (PR)
- Антонио Праду (RS)
- Антонио Праду ди Минас (MG)
- Аншиета (ES)
- Аншиета (SC)
- Анюмас (SP)
- Анянгера (GO)

- Апаресида (PB)
- Апаресида (SP)
- Апаресида ди Гояния (GO)
- Апаресида д'Оести (SP)
- Апаресида до Рио Доси (GO)
- Апаресида до Рио Негро (TO)
- Апаресида до Табоаду (MS)
- Аперибе (RJ)
- Апиаи (SP)
- Апиака (ES)
- Апиакас (MT)
- Апикум-Асу (MA)
- Апиуна (SC)
- Аподи (RN)
- Апора (BA)
- Апоре (GO)
- Апуарема (BA)
- Апукарана (PR)
- Апуи (AM)
- Апуярес (CE)

- Арабута (SC)
- Арагарсас (GO)
- Арагояния (GO)
- Арагоминас (TO)
- Арагуасема (TO)
- Арагуасу (TO)
- Арагуаяна (MT)
- Арагуаина (TO)
- Арагуаиня (MT)
- Арагуана (MA)
- Арагуана (TO)
- Арагуапас (GO)
- Арагуари (MG)
- Арагуатинс (TO)
- Араиосес (MA)
- Аракажу (SE)
- Аракати (CE)
- Аракату (BA)
- Аракояба (CE)
- Аракояба да Сера (SP)
- Аракрус (ES)
- Аракуари (SC)
- Арал Морейра (MS)
- Арамари (BA)
- Арамбаре (RS)
- Араме (MA)
- Арамина (SP)
- Аранду (SP)
- Арантина (MG)
- Арапеи (SP)
- Арапирака (AL)
- Арапоема (TO)
- Арапонга (MG)
- Арапонгас (PR)
- Арапора (MG)
- Арапоти (PR)
- Арапуа (MG)
- Арапуа (PR)
- Арапутанга (MT)
- Арара (PB)
- Араракуара (SP)
- Арарангуа (SC)
- Арарас (SP)
- Араренда (CE)
- Арарика (RS)
- Арари (MA)
- Арарипи (CE)
- Арарипина (PE)
- Араруама (RJ)
- Араруна (PB)
- Араруна (PR)
- Арасаги (PB)
- Арасаи (MG)
- Арасаригуама (SP)
- Арасас (BA)
- Арасатуба (SP)
- Араси (BA)
- Араситаба (MG)
- Арасояба (PE)
- Арасу (GO)
- Арасуаи (MG)
- Аратака (BA)
- Аратиба (RS)
- Аратуба (CE)
- Аратуипи (BA)
- Арауа (SE)
- Араужус (MG)
- Араукария (PR)
- Араша (MG)
- Араял (PI)
- Араял до Кабу (RJ)
- Араяс (TO)
- Арвореду (SC)
- Арворезиня (RS)
- Ареаду (MG)
- Ареал (RJ)
- Ареалва (SP)
- Арейополис (SP)
- Аренаполис (MT)
- Аренополис (GO)
- Арес (RN)
- Арея (PB)
- Арея Бранка (RN)
- Арея Бранка (SE)
- Арея ди Бараунас (PB)
- Ареял (PB)
- Ареяс (SP)
- Аржирита (MG)
- Арикандува (MG)
- Арикемис (RO)
- Аринус (MG)
- Арипуана (MT)
- Арираня (SP)
- Арираня до Иваи (PR)
- Арковерди (PE)
- Арку-Ирис (SP)
- Аркус (MG)
- Армазен (SC)
- Армасау дос Бузиус (RJ)
- Армония (RS)
- Арнейрус (CE)
- Ароазис (PI)
- Ароейрас (PB)
- Арою до Мею (RS)
- Арою до Падри (RS)
- Арою до Сал (RS)
- Арою до Тигри (RS)
- Арою дос Ратус (RS)
- Арою Гранди (RS)
- Арою Тринта (SC)
- Арсебургу (MG)
- Артур Ногейра (SP)
- Аруана (GO)
- Аружа (SP)

- Асаи (PR)
- Асаиландия (MA)
- Асаре (CE)
- Асегуа (RS)
- Асис (Бразилия) (SP)
- Асис Бразил (AC)
- Асис Шатобриан (PR)
- Аскура (SC)
- Аспазия (SP)
- Астолфу Дутра (MG)
- Асторга (PR)
- Асу (RN)
- Асунсау (PB)
- Асунсау до Пиауи (PI)
- Асусена (MG)

- Аталанта (SC)
- Аталая (AL)
- Аталая (PR)
- Аталая до Норти (AM)
- Аталея (MG)
- Атибаия (SP)
- Атилиу Вивакуа (ES)

- Аугустинополис (TO)
- Аугусту ди Лима (MG)
- Аугусту Кореа (PA)
- Аугусту Пестана (RS)
- Ауреа (RS)
- Аурелину Леал (BA)
- Ауриландия (GO)
- Аурифлама (SP)
- Аурора (SC)
- Аурора (CE)
- Аурора до Пара (PA)
- Аурора до Токантинс (TO)
- Аутазис (AM)

- Афогадус ди Ингасейра (PE)
- Афонзу Безера (RN)
- Афонзу Клаудиу (ES)
- Афонзу Куня (MA)
- Афраниу (PE)
- Афуа (Бразилия) (PA)

- Ашиша (MA)
- Ашиша до Токантинс (TO)

- Аюаба (CE)
- Аюруока (MG)

### Б
- Бабасуландия (TO)
- Багри (PA)
- Бади Басит (SP)
- Баепенди (MG)
- Баже (RS)
- Баия да Траисау (PB)
- Баия Формоза (RN)
- Баиянополис (BA)
- Баияу (PA)
- Байе (PB)
- Байша Гранди (BA)
- Байша Гранди до Рибейру (PI)
- Байшиу (CE)
- Байшу Гуанду (ES)
- Бакабал (MA)
- Бакабейра (MA)
- Бакури (MA)
- Бакуритуба (MA)
- Балбинус (SP)
- Балдин (MG)
- Бализа (GO)
- Балнеарио Арою до Силва (SC)
- Балнеарио Бара до Сул (SC)
- Балнеарио Гайвота (SC)
- Балнеарио Камбориу (SC)
- Балнеарио Пинял (RS)
- Балнеарио Писарас (SC)
- Балса Нова (PR)
- Балсаму (SP)
- Балсас (MA)
- Бамбуи (MG)
- Банабуиу (CE)
- Бананал (SP)
- Бананейрас (PB)
- Банаш (PA)
- Бандейра (MG)
- Бандейра до Сул (MG)
- Бандейранти (SC)
- Бандейрантис (MS)
- Бандейрантис (PR)
- Бандейрантис до Токантинс (TO)
- Банзае (BA)
- Бара (BA)
- Бара Бонита (SC)
- Бара Бонита (SP)
- Бара д'Алкантара (PI)
- Бара да Естива (BA)
- Бара ди Гуабираба (PE)
- Бара ди Санта Роза (PB)
- Бара ди Сантана (PB)
- Бара ди Санту Антонио (AL)
- Бара ди Сао Мигел (AL)
- Бара ди Сао Мигел (PB)
- Бара ди Сао Франсиско (ES)
- Бара до Бугрис (MT)
- Бара до Гарсас (MT)
- Бара до Гуарита (RS)
- Бара до Жакаре (PR)
- Бара до Караи (RS)
- Бара до Корда (MA)
- Бара до Мендис (BA)
- Бара до Оуру (TO)
- Бара до Пираи (RJ)
- Бара до Рибейру (RS)
- Бара до Рио Азул (RS)
- Бара до Роша (BA)
- Бара до Турву (SP)
- Бара до Шапеу (SP)
- Бара до Шока (BA)
- Бара дос Кокейрус (SE)
- Бара Веля (SC)
- Бара Лонга (MG)
- Бара Манса (RJ)
- Бара Фунда (RS)
- Барас (PI)
- Барасау (PR)
- Барасау (RS)
- Барау (RS)
- Барау ди Антонина (SP)
- Барау ди Гражау (MA)
- Барау ди Кокайс (MG)
- Барау ди Котежипи (RS)
- Барау ди Мелгасу (MT)
- Барау ди Монти Алту (MG)
- Барау до Триунфу (RS)
- Барауна (PB)
- Барауна (RN)
- Барбаля (CE)
- Барбасена (MG)
- Барбоза (SP)
- Барбоза Ферас (PR)
- Барейра (CE)
- Барейрас (BA)
- Барейрас до Пиауи (PI)
- Барейриня (AM)
- Барейриняс (MA)
- Барейрус (PE)
- Баретус (SP)
- Бариня (SP)
- Барири (SP)
- Баркарена (PA)
- Барозу (MG)
- Барокас (BA)
- Барокиня (CE)
- Бароландия (TO)
- Барселона (RN)
- Барселус (AM)
- Бару (CE)
- Бару Алту (BA)
- Бару Алту (GO)
- Бару Дуру (PI)
- Баруери (SP)
- Барус Касал (RS)
- Бастус (SP)
- Батагуасу (MS)
- Батайпоран (MS)
- Баталя (AL)
- Баталя (PI)
- Бататайс (SP)
- Баурите (CE)
- Бауру (SP)

- Бебедоуру (SP)
- Бебериби (CE)
- Безерус (PE)
- Бекимау (MA)
- Бела Виста (MS)
- Бела Виста да Кароба (PR)
- Бела Виста ди Гояс (GO)
- Бела Виста ди Минас (MG)
- Бела Виста до Мараняо (MA)
- Бела Виста до Параисо (PR)
- Бела Виста до Пиауи (PI)
- Бела Виста до Толдо (SC)
- Бела Крус (CE)
- Белагуа (MA)
- Белен (AL)
- Белен (PA)
- Белен (PB)
- Белен ди Мария (PE)
- Белен ди Сао Франсиско (PE)
- Белен до Брежу до Крус (PB)
- Белен до Пиауи (PI)
- Белмиро Брага (MG)
- Белмонти (BA)
- Белмонти (SC)
- Бело Вали (MG)
- Бело Жардин (PE)
- Бело Кампо (BA)
- Бело Монти (AL)
- Бело Ориенти (MG)
- Бело Оризонти (MG)
- Белфорд Рошо (RJ)
- Белтера (PA)
- Беневидис (PA)
- Бенедитинос (PI)
- Бенедито Лейти (MA)
- Бенедито Ново (SC)
- Бенжамин Констант (AM)
- Бенжамин Констант до Сул (RS)
- Бенто ди Абреу (SP)
- Бенто Гонсалвис (RS)
- Бенто Фернандис (RN)
- Беризал (MG)
- Берилу (MG)
- Бернардино Батиста (PB)
- Бернардино ди Кампос (SP)
- Бернардино до Меарин (MA)
- Бернарду Саяу (TO)
- Бертиога (SP)
- Бертолиния (PI)
- Бертополис (MG)
- Берури (AM)
- Бетания (PE)
- Бетания до Пиауи (PI)
- Бетин (MG)

- Биас Фортис (MG)
- Бигуасу (SC)
- Бикас (MG)
- Бикиняс (MG)
- Билак (SP)
- Бириги (SP)
- Биритибамирин (SP)
- Биритинга (BA)
- Битируна (PR)

- Блуменау (SC)

- Боа Вентура (PB)
- Боа Вентура ди Сао Роки (PR)
- Боа Виажен (CE)
- Боа Виста (PB)
- Боа Виста (RR)
- Боа Виста да Апаресида (PR)
- Боа Виста дас Мисойнс (RS)
- Боа Виста до Бурика (RS)
- Боа Виста до Гурупи (MA)
- Боа Виста до Инкра (RS)
- Боа Виста до Калдеаду (RS)
- Боа Виста до Рамус (AM)
- Боа Виста до Сул (RS)
- Боа Виста до Тупин (BA)
- Боа Есперанса (ES)
- Боа Есперанса (MG)
- Боа Есперанса (PR)
- Боа Есперанса до Игуасу (PR)
- Боа Есперанса до Сул (SP)
- Боа Нова (BA)
- Боа Ора (PI)
- Боа Сау̀ди (RN)
- Бодо (RN)
- Бодокена (MS)
- Бодоко (PE)
- Бозану (RS)
- Бойтува (SP)
- Бока да Мата (AL)
- Бока до Акри (AM)
- Бокайна (PI)
- Бокайна (SP)
- Бокайна ди Минас (MG)
- Бокайна до Сул (SC)
- Бокаюва (MG)
- Бокаюва до Сул (PR)
- Бокейрау (PB)
- Бокейрау до Леау (RS)
- Бокейрау до Пиауи (PI)
- Бокин (SE)
- Бокира (BA)
- Бон Деспашо (MG)
- Бон Консельо (PE)
- Бон Жардин (MA)
- Бон Жардин (PE)
- Бон Жардин (RJ)
- Бон Жардин да Сера (SC)
- Бон Жардин ди Гояс (GO)
- Бон Жардин ди Минас (MG)
- Бон Жезус (PB)
- Бон Жезус (PI)
- Бон Жезус (RN)
- Бон Жезус (RS)
- Бон Жезус (SC)
- Бон Жезус да Лапа (BA)
- Бон Жезус да Пеня (MG)
- Бон Жезус да Сера (BA)
- Бон Жезус дас Селвас (MA)
- Бон Жезус ди Гояс (GO)
- Бон Жезус до Ампару (MG)
- Бон Жезус до Арагуая (MT)
- Бон Жезус до Гальо (MG)
- Бон Жезус до Итабапоана (RJ)
- Бон Жезус до Норти (ES)
- Бон Жезус до Сул (PR)
- Бон Жезус до Токантинс (PA)
- Бон Жезус до Токантинс (TO)
- Бон Жезус до Оести (SC)
- Бон Жезус дос Пердойнс (SP)
- Бон Лугар (MA)
- Бон Принсипио (RS)
- Бон Принсипио до Пиауи (PI)
- Бон Прогресо (RS)
- Бон Репоузо (MG)
- Бон Ретиро (SC)
- Бон Ретиро до Сул (RS)
- Бон Сусесо (MG)
- Бон Сусесо (PB)
- Бон Сусесо (PR)
- Бон Сусесо ди Итараре (SP)
- Бон Сусесо до Сул (PR)
- Бомбиняс (SC)
- Бонинал (BA)
- Бониту (BA)
- Бониту (MS)
- Бонито (PA)
- Бонито (PE)
- Бонито ди Минас (MG)
- Бонито ди Санта Фе (PB)
- Бонополис (GO)
- Бонфин (MG)
- Бонфин (RR)
- Бонфин до Пиауи (PI)
- Бонфинополис (GO)
- Бонфинополис ди Минас (MG)
- Бора (SP)
- Боразополис (PR)
- Борасея (SP)
- Борба (AM)
- Борборема (PB)
- Борборема (SP)
- Борда да Мата (MG)
- Бореби (SP)
- Босорока (RS)
- Ботелюс (MG)
- Ботувера (SC)
- Ботукату (SP)
- Ботумирин (MG)
- Ботупоран (BA)
- Бофети (SP)

- Брага (RS)
- Браганей (PR)
- Браганса (PA)
- Браганса Паулиста (SP)
- Бразабрантис (GO)
- Бразиландия (MS)
- Бразиландия ди Минас (MG)
- Бразиландия до Сул (PR)
- Бразиландия до Токантинс (TO)
- Бразилейра (PI)
- Бразилея (AC)
- Бразилия (DF)
- Бразилия ди Минас (MG)
- Бразил Нову (PA)
- Бразнорти (MT)
- Бразополис (MG)
- Бранкиня (AL)
- Брас Пирис (MG)
- Брасу до Норти (SC)
- Брасу до Тромбуду (SC)
- Брауна (SP)
- Браунас (MG)
- Бревис (PA)
- Брежау (PE)
- Брежетуба (ES)
- Брежиню (PE)
- Брежиню (RN)
- Брежиню ди Назаре (TO)
- Брежойнс (BA)
- Брежоландия (BA)
- Брежу (MA)
- Брежу Алегри (SP)
- Брежу Гранди до Арагуая (PA)
- Брежу Гранди (SE)
- Брежу да Мадри ди Деус (PE)
- Брежу ди Арея (MA)
- Брежу до Крус (PB)
- Брежу до Пиауи (PI)
- Брежу дос Сантус (PB)
- Брежу Санту (CE)
- Бреу Бранку (PA)
- Британия (GO)
- Бродовски (SP)
- Бротас (SP)
- Бротас ди Макаубас (BA)
- Брошиер (RS)
- Брумадиню (MG)
- Брумаду (BA)
- Брунополис (SC)
- Бруски (SC)

- Бугри (MG)
- Буенополис (MG)
- Буену Брандау (MG)
- Буенус Айрис (PE)
- Буерарема (BA)
- Бужари (AC)
- Бужару (PA)
- Буики (PE)
- Бури (SP)
- Буритама (SP)
- Бурити (MA)
- Бурити Алегри (GO)
- Бурити Браву (MA)
- Бурити ди Гояс (GO)
- Бурити до Токантинс (TO)
- Бурити дос Лопис (PI)
- Бурити дос Монтис (PI)
- Буритизал (SP)
- Буритизейру (MG)
- Буритикупу (MA)
- Буритинополис (GO)
- Буритирама (BA)
- Буритирана (MA)
- Буритис (MG)
- Буритис (RO)
- Бутиа (RS)

### В
- Вагнер (BA)
- Вазанти (MG)
- Вакария (RS)
- Вал Ферас (PI)
- Валенса (BA)
- Валенса (RJ)
- Валенса до Пиауи (PI)
- Валенти (BA)
- Валентин Жентил (SP)
- Вали ди Сао Домингус (MT)
- Вали до Анари (RO)
- Вали до Параисо (RO)
- Вали до Сол (RS)
- Вали Верди (RS)
- Вали Реал (RS)
- Валинюс (SP)
- ВалПараисо (SP)
- ВалПараисо ди Гояс (GO)
- Вандерландия (TO)
- Вандерлей (BA)
- Ванини (RS)
- Варжао (GO)
- Варжао ди Минас (MG)
- Варжеао (SC)
- Варжен (SC)
- Варжен (SP)
- Варжен Алегри (MG)
- Варжен Алта (ES)
- Варжен Бонита (MG)
- Варжен Бонита (SC)
- Варжен Гранди (MA)
- Варжен Гранди до Рио Пардо (MG)
- Варжен Гранди до Сул (SP)
- Варжен Гранди Паулиста (SP)
- Варжиня (MG)
- Варжота (CE)
- Варзеа (PB)
- Варзеа (RN)
- Варзеа Алегри (CE)
- Варзеа Бранка (PI)
- Варзеа да Палма (MG)
- Варзеа да Роса (BA)
- Варзеа до Посу (BA)
- Варзеа Гранди (MT)
- Варзеа Гранди (PI)
- Варзеа Нова (BA)
- Варзеа Паулиста (SP)
- Варзеаду (BA)
- Варзеландия (MG)
- Вари-Сай (RJ)
- Васоурас (RJ)

- Венансиу Айрис (RS)
- Венда Нова до Имигранти (ES)
- Венсеслау Брас (MG)
- Венсеслау Брас (PR)
- Венсеслау Гимарайнс (BA)
- Вентания (PR)
- Вентуроза (PE)
- Веня-Вер (RN)
- Вера (MT)
- Вера Крус (BA)
- Вера Крус (RN)
- Вера Крус (RS)
- Вера Крус (SP)
- Вера Крус до Оести (PR)
- Вера Мендис (PI)
- Веранополис (RS)
- Вердежанти (PE)
- Верделандия (MG)
- Вере (PR)
- Вереда (BA)
- Верединя (MG)
- Верисиму (MG)
- Вермелю Нову (MG)
- Вертенти до Лериу (PE)
- Вертентис (PE)
- Веспасиану (MG)
- Веспасиану Кореа (RS)
- Вестфалия (RS)

- Виадутус (RS)
- Виамау (RS)
- Виана (ES)
- Виана (MA)
- Вианополис (GO)
- Видал Рамус (SC)
- Видейра (SC)
- Виейрас (MG)
- Виейрополис (PB)
- Вижия (PA)
- Виктор Греф (RS)
- Вила Бела да Сантисима Триндади (MT)
- Вила Боа (GO)
- Вила Валериу (ES)
- Вила Веля (ES)
- Вила Ланжару (RS)
- Вила Мария (RS)
- Вила Нова до Пиауи (PI)
- Вила Нова до Сул (RS)
- Вила Нова дос Мартириус (MA)
- Вила Павау (ES)
- Вила Прописиу (GO)
- Вила Рика (MT)
- Вила Флор (RN)
- Вила Флорис (RS)
- Вилена (RO)
- Вилнеду (SP)
- Вирадоуру (SP)
- Вирголандия (MG)
- Виржен да Лапа (MG)
- Виржиния (MG)
- Виржинополис (MG)
- Вирмонд (PR)
- Висенсия (PE)
- Висенти Дутра (RS)
- Висентина (MS)
- Висентинополис (GO)
- Висеу (PA)
- Висоза (AL)
- Висоза (MG)
- Висоза (RN)
- Висоза до Сеара (CE)
- Висконди до Рио Бранку (MG)
- Виста Алегри (RS)
- Виста Алегри до Алту (SP)
- Виста Алегри до Прата (RS)
- Виста Гауша (RS)
- Виста Серана (PB)
- Витмарсун (SC)
- Витор Мейрелис (SC)
- Виторину (PR)
- Виторину Фрейри (MA)
- Витория (ES)
- Витория Бразил (SP)
- Витория да Конкиста (BA)
- Витория дас Мисойнс (RS)
- Витория ди Санту Антау (PE)
- Витория до Жари (AP)
- Витория до Меарин (MA)
- Витория до Шингу (PA)

- Волта Гранди (MG)
- Волта Редонда (RJ)
- Воторантин (SP)
- Вотупоранга (SP)

### Г
- Габриел Монтейру (SP)
- Гавиау (BA)
- Гавиау Пейшоту (SP)
- Гаду Браву (PB)
- Галия (SP)
- Галилея (MG)
- Галинюс (RN)
- Галвау (SC)
- Гамелейра (PE)
- Гамелейра ди Гояс (GO)
- Гамелейрас (MG)
- Ганду (BA)
- Гаранюнс (PE)
- Гарару (SE)
- Гарса (SP)
- Гарибалди (RS)
- Гаропаба (SC)
- Гарафау до Норти (PA)
- Гарушус (RS)
- Гарува (SC)
- Гаспар (SC)
- Гастау Видигал (SP)
- Гауша до Норти (MT)
- Гаурама (RS)

- Гидовал (MG)
- Гимарайнс (MA)
- Гимарания (MG)
- Гиратинга (MT)
- Гирисема (MG)
- Гия Лопис да Лагуна (MS)

- Глаусиландия (MG)
- Глисериу (SP)
- Глориня (RS)
- Глория (BA)
- Глория д'Оести (MT)
- Глория ди Доурадус (MS)
- Глория до Гоита (PE)

- Говернадор Аршер (MA)
- Говернадор Валадарис (MG)
- Говернадор Дис-Сет Розаду (RN)
- Говернадор Едисон Лобау (MA)
- Говернадор Еужениу Барус (MA)
- Говернадор Жоржи Тейшейра (RO)
- Говернадор Линденберг (ES)
- Говернадор Ломанту Жуниор (BA)
- Говернадор Луис Роша (MA)
- Говернадор Мангабейра (BA)
- Говернадор Невтон Белу (MA)
- Говернадор Нунес Фрейри (MA)
- Говернадор Селсу Рамус (SC)
- Годой Морейра (PR)
- Годофреду Виана (MA)
- Гойоере (PR)
- Гойошин (PR)
- Гонгожи (BA)
- Гонзага (MG)
- Гонсалвис (MG)
- Гонсалвис Диас (MA)
- Гоувеландия (GO)
- Гоувея (MG)
- Гоябейра (MG)
- Гояна (MG)
- Гояна (PE)
- Гоянаполис (GO)
- Гояндира (GO)
- Гоянезия (GO)
- Гоянезия до Пара (PA)
- Гояниня (RN)
- Гоянира (GO)
- Гояния (GO)
- Гоянорти (TO)
- Гояс (GO)
- Гоятинс (TO)
- Гоятуба (GO)

- Гравата (PE)
- Граватаи (RS)
- Граватал (SC)
- Гражау (MA)
- Грамаду (RS)
- Грамаду дос Лоурейрус (RS)
- Грамаду Шавиер (RS)
- Грандис Риус (PR)
- Граниту (PE)
- Гранжа (CE)
- Гранжейру (CE)
- Граса (CE)
- Граса Араня (MA)
- Грау Могол (MG)
- Грау Пара (SC)
- Грашу Кардозу (SE)
- Гроаирас (CE)
- Гросус (RN)
- Групиара (MG)

- Гуабижу (RS)
- Гуабируба (SC)
- Гуадалупи (PI)
- Гуажара (AM)
- Гуажара-Мирин (RO)
- Гуажеру (BA)
- Гуаиба (RS)
- Гуаира (PR)
- Гуаира (SP)
- Гуайсара (SP)
- Гуаймбе (SP)
- Гуайраса (PR)
- Гуамаре (RN)
- Гуамиранга (PR)
- Гуанамби (BA)
- Гуаняйс (MG)
- Гуапе (MG)
- Гуапиасу (SP)
- Гуапиара (SP)
- Гуапимирин (RJ)
- Гуапирама (PR)
- Гуапо (GO)
- Гуапоре (RS)
- Гуапорема (PR)
- Гуара (SP)
- Гуарабира (PB)
- Гуараита (GO)
- Гуараи (TO)
- Гуаракесаба (PR)
- Гуарамиранга (CE)
- Гуарамирин (SC)
- Гуаранезия (MG)
- Гуарани (MG)
- Гуарани д'Оести (SP)
- Гуарани дас Мисойнс (RS)
- Гуарани ди Гояс (GO)
- Гуараниасу (PR)
- Гуаранта (SP)
- Гуаранта до Норти (MT)
- Гуарапари (ES)
- Гуарапуава (PR)
- Гуарара (MG)
- Гуарарапис (SP)
- Гуарарема (SP)
- Гуарасаи (SP)
- Гуараси (SP)
- Гуараси (PR)
- Гуарасиаба (MG)
- Гуарасиаба (SC)
- Гуарасиаба до Норти (CE)
- Гуарасиама (MG)
- Гуаратинга (BA)
- Гуаратингета (SP)
- Гуаратуба (PR)
- Гуарда-Мор (MG)
- Гуареи (SP)
- Гуариба (SP)
- Гуарибас (PI)
- Гуаринус (GO)
- Гуаружа (SP)
- Гуаружа до Сул (SC)
- Гуарульос (SP)
- Гуасуи (ES)
- Гуатамбу (SC)
- Гуатапара (SP)
- Гуашупе (MG)
- Гуаюба (CE)
- Гузоландия (SP)
- Гуржау (PB)
- Гуринен (PB)
- Гуринята (MG)
- Гурупа (PA)
- Гурупи (TO)

### Д
- Дамианополис (GO)
- Дамиау (PB)
- Дамоландия (GO)
- Дарсинополис (TO)
- Дарио Мейра (BA)
- Датас (MG)
- Давид Канабару (RS)
- Давинополис (GO)
- Давинополис (MA)

- Делфин Морейра (MG)
- Делфинополис (MG)
- Делмиру Гоувея (AL)
- Делта (MG)
- Демервал Лобау (PI)
- Денизи (MT)
- Деодаполис (MS)
- Депутаду Ирапуан Пинейру (CE)
- Дерубадас (RS)
- Дескалваду (SP)
- Дескансу (SC)
- Дескоберту (MG)
- Дестеру (PB)
- Дестеру ди Ентри Риус (MG)
- Дестеру до Мелу (MG)
- Дезесейс ди Новембру (RS)

- Диадема (SP)
- Диаманти (PB)
- Диаманти до Норти (PR)
- Диаманти д'Оести (PR)
- Диаманти до Сул (PR)
- Диамантина (MG)
- Диамантину (MT)
- Дианополис (TO)
- Диас д'Авила (BA)
- Дивиза Алегри (MG)
- Дивиза Нова (MG)
- Дивизополис (MG)
- Дивина Пастора (SE)
- Дивинезия (MG)
- Дивину (MG)
- Дивину дас Ларанжейрас (MG)
- Дивину ди Сао Лоуренсу (ES)
- Дивиноландия (SP)
- Дивиноландия ди Минас (MG)
- Дивинополис (MG)
- Дивинополис ди Гояс (GO)
- Дивинополис до Токантинс (TO)
- Дилерманду ди Агиар (RS)
- Диогу ди Васконселус (MG)
- Дионисиу (MG)
- Дионисиу Серкейра (SC)
- Диорама (GO)
- Дирсеу Арковерди (PI)
- Дирси Рейс (SP)

- Добрада (SP)
- Доверландия (GO)
- Дойс Визинюс (PR)
- Дойс Ирмаус (RS)
- Дойс Ирмаус дас Мисойнс (RS)
- Дойс Ирмаус до Бурити (MS)
- Дойс Ирмаус до Токантинс (TO)
- Дойс Корегус (SP)
- Дойс Лажеадус (RS)
- Дойс Риашус (AL)
- Долсинополис (SP)
- Дон Акину (MT)
- Дон Базилиу (BA)
- Дон Боску (MG)
- Дон Елисеу (PA)
- Дон Еспедиту Лопис (PI)
- Дон Кавати (MG)
- Дон Фелисиану (RS)
- Домингус Мартинс (ES)
- Домингус Моурау (PI)
- Дон Иносенсиу (PI)
- Дон Жуакин (MG)
- Дон Маседу Коста (BA)
- Дон Педриту (RS)
- Дон Педру ди Алкантара (RS)
- Дон Педру (MA)
- Дон Силвериу (MG)
- Дон Висозу (MG)
- Дона Ема (SC)
- Дона Еузебия (MG)
- Дона Инес (PB)
- Дона Франсиска (RS)
- Дорезополис (MG)
- Дорис ди Гуаняйнс (MG)
- Дорис ди Кампос (MG)
- Дорис до Индая (MG)
- Дорис до Рио Прету (ES)
- Дорис до Турву (MG)
- Дорментис (PE)
- Доурадина (MS)
- Доурадина (PR)
- Доурадокуара (MG)
- Доураду (SP)
- Доурадус (MS)
- Доутор Камаргу (PR)
- Доутор Маурисиу Кардозу (RS)
- Доутор Педриню (SC)
- Доутор Рикарду (RS)
- Доутор Севериану (RN)
- Доутор Улисис (PR)

- Драсена (SP)

- Дуартина (SP)
- Дуас Барас (RJ)
- Дуас Естрадас (PB)
- Дуере (TO)
- Дуки Баселар (MA)
- Дуки ди Кашиас (RJ)
- Думонт (SP)
- Дуранде (MG)

### Е
- Едеалина (GO)
- Едея (GO)

- Ейрунепѐ (AM)
- Ейтораѝ (GO)

- Екопоранга (ES)
- Екуадор (RN)

- Елдораду (MS)
- Елдораду (SP)
- Елдораду дос Каражас (PA)
- Елдораду до Сул (RS)
- Елесбау Велосу (PI)
- Елиас Фаусту (SP)
- Елиодора (MG)
- Елиополис (BA)
- Елисеу Мартинс (PI)
- Елисиариу (SP)
- Елисиу Медраду (BA)
- Елой Мендис (MG)

- Емас (PB)
- Ембауба (SP)
- Ембу (SP)
- Ембу-Гуасу (SP)
- Емилианополис (SP)

- Енкантаду (RS)
- Енканту (RN)
- Енкрузиляда (BA)
- Енкрузиляда до Сул (RS)
- Енеас Маркис (PR)
- Енженейру Белтрау (PR)
- Енженейру Калдас (MG)
- Енженейру Коелю (SP)
- Енженейру Навару (MG)
- Енженейру Паулу ди Фронтин (RJ)
- Енженю Велю (RS)
- Ентри Фоляс (MG)
- Ентри-Ижуис (RS)
- Ентри Риус (BA)
- Ентри Риус (SC)
- Ентри Риус ди Минас (MG)
- Ентри Риус до Оести (PR)
- Ентри Риус до Сул (RS)
- Енвира (AM)

- Епитасиоландия (AC)

- Ервал д'Оести (SC)
- Ервейрас (RS)
- Еребангу (RS)
- Ерере (CE)
- Ерешин (RS)
- Ерику Кардозу (BA)
- Еркуландия (SP)
- Ерму (SC)
- Ернестина (RS)
- Ервал Гранди (RS)
- Ервалия (MG)
- Ервал Секу (RS)
- Ервал Велю (SC)

- Ескада (PE)
- Есмералда (RS)
- Есмералдас (MG)
- Еспера Фелис (MG)
- Есперанса (PB)
- Есперанса до Сул (RS)
- Есперанса Нова (PR)
- Есперантина (PI)
- Есперантина (TO)
- Есперантинополис (MA)
- Еспигау Алто до Игуасу (PR)
- Еспигау д'Оести (RO)
- Еспиноза (MG)
- Еспирито Санто (RN)
- Еспирито Санто до Доураду (MG)
- Еспирито Санто до Пинял (SP)
- Еспирито Санто до Турву (SP)
- Еспланада (BA)
- Еспумозу (RS)
- Естасау (RS)
- Естансия (SE)
- Естансия Веля (RS)
- Естею (RS)
- Естива (MG)
- Естива Жерби (SP)
- Естрейту (MA)
- Естрела (RS)
- Естрела Далва (MG)
- Естрела ди Алагоас (AL)
- Естрела д'Оести (SP)
- Естрела до Индая (MG)
- Естрела до Норти (GO)
- Естрела до Норти (SP)
- Естрела до Сул (MG)
- Естрела Веля (RS)
- Естрема (MG)
- Естрема (RO)
- Естремос (RN)

- Еужениу ди Кастру (RS)
- Еуженополис (MG)
- Еуклидис да Куня (BA)
- Еуклидис да Куня Паулиста (SP)
- Еунаполис (BA)
- Еусебиу (CE)

- Ешапора (SP)
- Ешу (PE)

### Ж
- Жабоатао дос Гуарарапис (PE)
- Жабора (SC)
- Жаборанди (BA)
- Жаборанди (SP)
- Жаботи (PR)
- Жаботикаба (RS)
- Жаботикабал (SP)
- Жаботикатубас (MG)
- Жагуакуара (BA)
- Жагуапита (PR)
- Жагуарари (BA)
- Жагуарасу (MG)
- Жагуарау (RS)
- Жагуари (RS)
- Жагуариаива (PR)
- Жагуариби (CE)
- Жагуарипи (BA)
- Жагуариуна (SP)
- Жагуаруана (CE)
- Жагуаруна (SC)
- Жагуре (ES)
- Жагуретама (CE)
- Жагурибара (CE)
- Жаиба (MG)
- Жайкос (PI)
- Жакараси (BA)
- Жакарау (PB)
- Жакаре дос Оминс (AL)
- Жакареаканга (PA)
- Жакарезиню (PR)
- Жакареи (SP)
- Жакейра (PE)
- Жакирана (RS)
- Жакобина (BA)
- Жакобина до Пиауи (PI)
- Жакуи (MG)
- Жакуизиню (RS)
- Жакуипи (AL)
- Жакунда (PA)
- Жакупиранга (SP)
- Жакутинга (MG)
- Жакутинга (RS)
- Жалис (SP)
- Жамбейру (SP)
- Жампрука (MG)
- Жанауба (MG)
- Жангада (MT)
- Жандаира (BA)
- Жандаира (RN)
- Жандая (GO)
- Жандая до Сул (PR)
- Жандира (SP)
- Жандуис (RN)
- Жаниополис (PR)
- Жануария (MG)
- Жапараиба (MG)
- Жапаратинга (AL)
- Жапаратуба (SE)
- Жапери (RJ)
- Жапи (RN)
- Жапира (PR)
- Жапоата (SE)
- Жапонвар (MG)
- Жапора (MS)
- Жапура (AM)
- Жапура (PR)
- Жарагуа (GO)
- Жарагуа до Сул (SC)
- Жарагуари (MS)
- Жараматая (AL)
- Жардин (MS)
- Жардин (CE)
- Жардин Алегри (PR)
- Жардин ди Анжикус (RN)
- Жардин до Мулату (PI)
- Жардин ди Пираняс (RN)
- Жардин до Серидо (RN)
- Жардин Олинда (PR)
- Жардинополис (SC)
- Жардинополис (SP)
- Жари (RS)
- Жарину (SP)
- Жару (RO)
- Жасана (RN)
- Жаси (SP)
- Жасиара (MT)
- Жасинту (MG)
- Жасинту Машаду (SC)
- Жатаи (GO)
- Жатаизиню (PR)
- Жатауба (PE)
- Жатеи (MS)
- Жати (CE)
- Жатоба (MA)
- Жатоба (PE)
- Жатоба до Пиауи (PI)
- Жау (SP)
- Жау до Токантинс (TO)
- Жаупаси (GO)
- Жауру (MT)

- Жезуания (MG)
- Жезуитас (PR)
- Жезуполис (GO)
- Жекери (MG)
- Жекиа да Прая (AL)
- Жекие (BA)
- Жекитаи (MG)
- Жекитиба (MG)
- Жекитиньоня (MG)
- Жеминиану (PI)
- Женерал Камара (RS)
- Женерал Карнейру (MT)
- Женерал Карнейру (PR)
- Женерал Майнард (SE)
- Женерал Салгаду (SP)
- Женерал Сампаю (CE)
- Женипапу ди Минас (MG)
- Женипапу дос Виейрас (MA)
- Жентил (RS)
- Жентиу до Оуру (BA)
- Жеремоабу (BA)
- Жерико (PB)
- Жерикуара (SP)
- Жерониму Монтейру (ES)
- Жеруменя (PI)
- Жесеаба (MG)
- Жетулина (SP)
- Жетулиу Варгас (RS)

- Жи-Парана (RO)
- Жижока ди Жерикоакоара (CE)
- Жикириса (BA)
- Жилбуес (PI)
- Жирау до Понсиано (AL)
- Жируа (RS)
- Житауна (BA)

- Жоасаба (SC)
- Жоаима (MG)
- Жоанезия (MG)
- Жоанополис (SP)
- Жоакин Фелисиу (MG)
- Жоакин Гомис (AL)
- Жоакин Набуку (PE)
- Жоакин Пирис (PI)
- Жоакин Тавора (PR)
- Жовиания (GO)
- Жозе Бонифасиу (SP)
- Жозе Боатьо (SC)
- Жозе Гонсалвис ди Минас (MG)
- Жозе да Пеня (RN)
- Жозе ди Фрейтас (PI)
- Жозе Райдан (MG)
- Жозеландия (MA)
- Жозенополис (MG)
- Жойнвил (SC)
- Жока Маркис (PI)
- Жордания (MG)
- Жордао (AC)
- Жоя (RS)

- Жуара (MT)
- Жуарина (TO)
- Жуарис Тавора (PB)
- Жуатуба (MG)
- Жоао Алфреду (PE)
- Жуау Диас (RN)
- Жоао Доураду (BA)
- Жоао Камара (RN)
- Жоао Коста (PI)
- Жоао Лизбоа (MA)
- Жоао Монлевади (MG)
- Жоао Нейва (ES)
- Жоао Песоа (PB)
- Жоао Пинейро (MG)
- Жоао Рамальо (SP)
- Жоазейриньо (PB)
- Жуазейру (BA)
- Жуазейро до Норти (CE)
- Жуазейро до Пиауи (PI)
- Жувенилия (MG)
- Жуина (MT)
- Жуис ди Фора (MG)
- Жукас (CE)
- Жукати (PE)
- Жукиа (SP)
- Жукитиба (SP)
- Жукурусу (BA)
- Жукуруту (RN)
- Жулиу Боржис (PI)
- Жулиу ди Кастилюс (RS)
- Жулиу Мескита (SP)
- Жумирин (SP)
- Жундиа (AL)
- Жундиа (RN)
- Жундиаи (SP)
- Жундиаи до Сул (PR)
- Жункейрополис (SP)
- Жункейру (AL)
- Жунку до Мараняо (MA)
- Жунку до Серидо (PB)
- Жупи (PE)
- Жупиа (SC)
- Жураменту (MG)
- Журанда (PR)
- Журема (PE)
- Журема (PI)
- Журипиранга (PB)
- Журу (PB)
- Журуа (AM)
- Журуая (MG)
- Журуена (MT)
- Журути (PA)
- Жусара (BA)
- Жусара (GO)
- Жусара (PR)
- Жусари (BA)
- Жусиапи (BA)
- Жусимейра (MT)
- Жутаи (AM)
- Жути (MS)

### З
- Забеле (PB)
- Закариас (SP)

- Зе Дока (MA)

- Зортеа (SC)

### И
- Ибаити (PR)
- Ибарама (RS)
- Ибаретама (CE)
- Ибате (SP)
- Ибатегуара (AL)
- Ибатиба (ES)
- Ибема (PR)
- Ибертиога (MG)
- Ибиа (MG)
- Ибиаи (MG)
- Ибиан (SC)
- Ибиапина (CE)
- Ибиара (PB)
- Ибиаса (RS)
- Ибиасусе (BA)
- Ибикараи (BA)
- Ибикаре (SC)
- Ибикера (BA)
- Ибикоара (BA)
- Ибикуи (BA)
- Ибикуитинга (CE)
- Ибимирин (PE)
- Ибипеба (BA)
- Ибипитанга (BA)
- Ибипора (PR)
- Ибира (SP)
- Ибиражуба (PE)
- Ибиракату (MG)
- Ибирама (SC)
- Ибирапитанга (BA)
- Ибирапуа (BA)
- Ибирапуйта (RS)
- Ибирарема (SP)
- Ибираси (MG)
- Ибирасу (ES)
- Ибиратая (BA)
- Ибираярас (RS)
- Ибирите (MG)
- Ибируба (RS)
- Ибитиара (BA)
- Ибитинга (SP)
- Ибитирама (ES)
- Ибитита (BA)
- Ибитиура ди Минас (MG)
- Ибитуруна (MG)
- Ибиуна (SP)
- Иботирама (BA)

- Иваи (PR)
- Ивайпора (PR)
- Ивате (PR)
- Иватуба (PR)
- Ивинема (MS)
- Иволандия (GO)
- Ивора (RS)
- Ивоти (RS)

- Игапора (BA)
- Игарапава (SP)
- Игарапе (MG)
- Игарапе-Асу (PA)
- Игарапе Гранди (MA)
- Игарапе до Мею (MA)
- Игарапе-Мири (PA)
- Игараси (PB)
- Игарасу (PE)
- Игарасу до Тиете (SP)
- Игарата (SP)
- Игаратинга (MG)
- Игаси (AL)
- Играпиуна (BA)
- Игрежа Нова (AL)
- Игрежиня (RS)
- Игуаба Гранди (RJ)
- Игуаи (BA)
- Игуапи (SP)
- Игуараси (PE)
- Игуарасу (PR)
- Игуатама (MG)
- Игуатеми (MS)
- Игуату (PR)
- Игуату (CE)

- Идроландия (GO)
- Идроландия (CE)
- Идролина (GO)

- Ижаси (MG)
- Ижуи (RS)

- Израеландия (GO)

- Икапуи (CE)
- Икараи ди Минас (MG)
- Икараима (PR)
- Икату (MA)
- Ико (CE)
- Иконя (ES)

- Илеус (BA)
- Илисинеа (MG)
- Илополис (RS)
- Ильота (SC)
- Иля Гранди (PI)
- Иля дас Флорис (SE)
- Иля ди Итамарака (PE)
- Иля Комприда (SP)
- Иля Солтейра (SP)
- Илябела (SP)

- Имакулада (PB)
- Имаруи (SC)
- Имбау (PR)
- Имбе (RS)
- Имбе ди Минас (MG)
- Имбитуба (SC)
- Имбитува (PR)
- Имбуя (SC)
- Имигранти (RS)
- Императриз (MA)

- Инажа (PR)
- Инажа (PE)
- Инасиоландия (GO)
- Инасиу Мартинс (PR)
- Инга (PB)
- Ингаи (MG)
- Ингазейра (PE)
- Индаябира (MG)
- Индаял (SC)
- Индаятуба (SP)
- Индепенденсия (RS)
- Индепенденсия (CE)
- Индиаваи (MT)
- Индиана (SP)
- Индианополис (MG)
- Индианополис (PR)
- Индиапора (SP)
- Индиара (GO)
- Индиароба (SE)
- Инимутаба (MG)
- Инконфидентис (MG)
- Иносенсия (MS)
- Инубия Паулиста (SP)
- Инюма (PI)
- Инюмас (GO)
- Инякора (RS)
- Инямбупи (BA)
- Инянгапи (PA)
- Иняпи (AL)
- Иняпин (MG)
- Иняума (MG)

- Ипаба (MG)
- Ипамери (GO)
- Ипангуасу (RN)
- Ипанема (MG)
- Ипапоранга (CE)
- Ипатинга (MG)
- Ипаумирин (CE)
- Ипаусу (SP)
- Ипе (RS)
- Ипекаета (BA)
- Иперо (SP)
- Ипеуна (SP)
- Ипиасу (MG)
- Ипиау (BA)
- Ипигуа (SP)
- Ипира (BA)
- Ипира (SC)
- Ипиранга (PR)
- Ипиранга ди Гояс (GO)
- Ипиранга до Норти (MT)
- Ипиранга до Пиауи (PI)
- Ипиранга до Сул (RS)
- Ипиуна (MG)
- Ипишуна (AM)
- Ипишуна до Пара (PA)
- Ипожука (PE)
- Ипора (GO)
- Ипора (PR)
- Ипора до Оести (SC)
- Ипоранга (SP)
- Ипу (CE)
- Ипуа (SP)
- Ипуасу (SC)
- Ипуби (PE)
- Ипуейра (RN)
- Ипуейрас (CE)
- Ипуейрас (TO)
- Ипумирин (SC)
- Ипупиара (BA)

- Иражуба (BA)
- Ираи (RS)
- Ираи ди Минас (MG)
- Иракуара (BA)
- Ирамая (BA)
- Ирандуба (AM)
- Ирани (SC)
- Ирапуа (SP)
- Ирапуру (SP)
- Ирара (BA)
- Ирасема (RR)
- Ирасема (CE)
- Ирасема до Оести (PR)
- Ирасемаполис (SP)
- Ирасеминя (SC)
- Ирати (PR)
- Ирати (SC)
- Ираусуба (CE)
- Иресе (BA)
- Иретама (PR)
- Иринеополис (SC)
- Иритуя (PA)
- Ирупи (ES)

- Исаиас Коелю (PI)
- Исара (SC)
- Исен (SP)

- Ита (SC)
- Итаара (RS)
- Итабаяна (PB)
- Итабаяна (SE)
- Итабаяниня (SE)
- Итабела (BA)
- Итабера (SP)
- Итабераба (BA)
- Итабераи (GO)
- Итаби (SE)
- Итабира (MG)
- Итабириня (MG)
- Итабириту (MG)
- Итабораи (RJ)
- Итабуна (BA)
- Итаверава (MG)
- Итагуаже (PR)
- Итагуаи (RJ)
- Итагуара (MG)
- Итагуари (GO)
- Итагуару (GO)
- Итагуасу (ES)
- Итагуасу да Баия (BA)
- Итагуатинс (TO)
- Итаете (BA)
- Итажа (GO)
- Итажа (RN)
- Итажаи (SC)
- Итажи (BA)
- Итажиба (BA)
- Итажимирин (BA)
- Итажоби (SP)
- Итажу (SP)
- Итажу до Колония (BA)
- Итажуба (MG)
- Итажуипи (BA)
- Итаи (SP)
- Итаиба (PE)
- Итаитинга (CE)
- Итайнополис (PI)
- Итайополис (SC)
- Итайпава до Гражау (MA)
- Итайпе (MG)
- Итайпуландия (PR)
- Итайсаба (CE)
- Итайтуба (PA)
- Итакажа (TO)
- Итакамбира (MG)
- Итакарамби (MG)
- Итакаре (BA)
- Итаки (RS)
- Итакираи (MS)
- Итакитинга (PE)
- Итакуакесетуба (SP)
- Итакуара (BA)
- Итакуатиара (AM)
- Итакуруба (PE)
- Итакуруби (RS)
- Италва (RJ)
- Итамаражу (BA)
- Итамарандиба (MG)
- Итамарати (AM)
- Итамарати ди Минас (MG)
- Итамари (BA)
- Итамбакури (MG)
- Итамбарака (PR)
- Итамбе (BA)
- Итамбе (PR)
- Итамбе (PE)
- Итамбе до Мату Дентру (MG)
- Итаможи (MG)
- Итамонти (MG)
- Итанагра (BA)
- Итанен (BA)
- Итаньоми (MG)
- Итаняен (SP)
- Итанянга (MT)
- Итанянду (MG)
- Итаобин (MG)
- Итаока (SP)
- Итаокара (RJ)
- Итапаже (CE)
- Итапажипи (MG)
- Итапарика (BA)
- Итапаси (GO)
- Итапе (BA)
- Итапеби (BA)
- Итапева (MG)
- Итапева (SP)
- Итапеви (SP)
- Итапежара д'Оести (PR)
- Итапекуру Мирин (MA)
- Итапема (SC)
- Итапемирин (ES)
- Итаперуна (RJ)
- Итаперусу (PR)
- Итапесерика (MG)
- Итапесерика да Сера (SP)
- Итапетин (PE)
- Итапетинга (BA)
- Итапетининга (SP)
- Итапикуру (BA)
- Итапипока (CE)
- Итапира (SP)
- Итапиранга (AM)
- Итапиранга (SC)
- Итапирапуа (GO)
- Итапирапуа Паулиста (SP)
- Итапиратинс (TO)
- Итаписума (PE)
- Итапитанга (BA)
- Итапиуна (CE)
- Итапоа (SC)
- Итаполис (SP)
- Итапора (MS)
- Итапора до Токантинс (TO)
- Итапоранга (PB)
- Итапоранга (SP)
- Итапоранга д'Ажуда (SE)
- Итапоророка (PB)
- Итапуа до Оести (RO)
- Итапуи (SP)
- Итапука (RS)
- Итапура (SP)
- Итапуранга (GO)
- Итарана (ES)
- Итарантин (BA)
- Итараре (SP)
- Итарема (CE)
- Итарири (SP)
- Итарума (GO)
- Итати (RS)
- Итатиаюсу (MG)
- Итатиая (RJ)
- Итатиба (SP)
- Итатиба до Сул (RS)
- Итатин (BA)
- Итатинга (SP)
- Итатира (CE)
- Итатуба (PB)
- Итау (RN)
- Итау ди Минас (MG)
- Итауба (MT)
- Итаубал (AP)
- Итауейра (PI)
- Итауна (MG)
- Итауна до Сул (PR)
- Итаусу (GO)
- Итикира (MT)
- Итинга (MG)
- Итинга до Мараняо (MA)
- Итирапина (SP)
- Итирапуа (SP)
- Итирусу (BA)
- Итиуба (BA)
- Итоби (SP)
- Итороро (BA)
- Иту (SP)
- Итуасу (BA)
- Итубера (BA)
- Итуверава (SP)
- Итуета (MG)
- Итумбиара (GO)
- Итумирин (MG)
- Итупева (SP)
- Итупиранга (PA)
- Итупоранга (SC)
- Итурама (MG)
- Итутинга (MG)
- Итуютаба (MG)

- Иуиу (BA)
- Иуна (ES)

- Ишу (BA)

### Й
- Йелму Мариню (RN)
- Йепе (SP)

- Йомере (SC)

### К
- Каапиранга (AM)
- Каапора (PB)
- Каарапо (MS)
- Каатиба (BA)
- Кабасейрас (PB)
- Кабасейрас до Парагуасу (BA)
- Кабеделу (PB)
- Кабесейра Гранди (MG)
- Кабесейрас (GO)
- Кабесейрас до Пиауи (PI)
- Кабиши (RO)
- Кабралия Паулиста (SP)
- Кабреува (SP)
- Кабробо (PE)
- Кабу Верди (MG)
- Кабу ди Санту Агостиню (PE)
- Кабу Фриу (RJ)
- Кавалканти (GO)
- Каен (BA)
- Каетанополис (MG)
- Каетанус (BA)
- Каете (MG)
- Каетес (PE)
- Каетите (BA)
- Кажамар (SP)
- Кажапио (MA)
- Кажари (MA)
- Кажати (SP)
- Кажазейрас (PB)
- Кажазейрас до Пиауи (PI)
- Кажазейриняс (PB)
- Кажоби (SP)
- Кажуейру (AL)
- Кажуейру да Прая (PI)
- Кажури (MG)
- Кажуру (SP)
- Каза Бранка (SP)
- Каза Гранди (MG)
- Каза Нова (BA)
- Кайбате (RS)
- Кайби (SC)
- Кайейрас (SP)
- Кайко (RN)
- Кайру (BA)
- Кайсара (PB)
- Кайсара (RS)
- Кайсара до Норти (RN)
- Кайсара до Рио до Венту (RN)
- Какауландия (RO)
- Какоал (RO)
- Каконди (SP)
- Какуле (BA)
- Калдазиня (GO)
- Калдас (MG)
- Калдас Брандау (PB)
- Калдас Новас (GO)
- Калдейрау Гранди (BA)
- Калдейрау Гранди до Пиауи (PI)
- Калифорния (PR)
- Калмон (SC)
- Калоре (PR)
- Калсаду (PE)
- Калсоени (AP)
- Калумби (PE)
- Камакан (BA)
- Камакуа (RS)
- Камалау (PB)
- Камаму (BA)
- Камандукая (MG)
- Камапуа (MS)
- Камаражиби (PE)
- Камаргу (RS)
- Камасари (BA)
- Камашу (MG)
- Камбара (PR)
- Камбара до Сул (RS)
- Камбе (PR)
- Камбира (PR)
- Камбориу (SC)
- Камбуи (MG)
- Камбукира (MG)
- Камбуси (RJ)
- Камета (PA)
- Камосин (CE)
- Камосин ди Сао Фелис (PE)
- Камбуи (MG)
- Кампаня (MG)
- Кампестри (AL)
- Кампестри (MG)
- Кампестри да Сера (RS)
- Кампестри ди Гояс (GO)
- Кампестри до Мараняо (MA)
- Кампина Верди (MG)
- Кампина Гранди (PB)
- Кампина Гранди до Сул (PR)
- Кампина да Лагоа (PR)
- Кампина дас Мисойнс (RS)
- Кампина до Монти Алегри (SP)
- Кампина до Симау (PR)
- Кампинаполис (MT)
- Кампинас (SP)
- Кампинас до Пиауи (PI)
- Кампинас до Сул (RS)
- Кампинасу (GO)
- Кампинорти (GO)
- Кампо Азул (MG)
- Кампо Алегри (AL)
- Кампо Алегри (SC)
- Кампо Алегри ди Гояс (GO)
- Кампо Алегри ди Лоурдис (BA)
- Кампо Алегри до Фидалгу (PI)
- Кампо Белу (MG)
- Кампо Белу до Сул (SC)
- Кампо Бон (RS)
- Кампо Бониту (PR)
- Кампо Верди (MT)
- Кампо Гранди (AL)
- Кампо Гранди (MS)
- Кампо Гранди (RN)
- Кампо Гранди до Пиауи (PI)
- Кампо до Бриту (SE)
- Кампо до Мею (MG)
- Кампо до Тененти (PR)
- Кампо Ере (SC)
- Кампо Ларгу (PR)
- Кампо Ларгу до Пиауи (PI)
- Кампо Лимпу ди Гояс (GO)
- Кампо Лимпу Паулиста (SP)
- Кампо Магру (PR)
- Кампо Майор (PI)
- Кампо Моурау (PR)
- Кампо Нову (RS)
- Кампо Нову ди Рондония (RO)
- Кампо Нову до Паресис (MT)
- Кампо Редонду (RN)
- Кампо Флориду (MG)
- Кампо Формозу (BA)
- Кампос Алтус (MG)
- Кампос Белус (GO)
- Кампос Боржис (RS)
- Кампос Вердис (GO)
- Кампос ди Жулиу (MT)
- Кампос до Жордау (SP)
- Кампос дос Гойтаказис (RJ)
- Кампос Жерайс (MG)
- Кампос Линдус (TO)
- Кампос Новус (SC)
- Кампос Новус Паулиста (SP)
- Кампос Салис (CE)
- Камутанга (PE)
- Кана Верди (MG)
- Канаа (MG)
- Канаан дос Каражас (PA)
- Канабрава до Норти (MT)
- Канавиейра (PI)
- Канавиейрас (BA)
- Кананея (SP)
- Канапи (AL)
- Канаполис (BA)
- Канаполис (MG)
- Канарана (BA)
- Канарана (MT)
- Канас (SP)
- Кангуаретама (RN)
- Кангусу (RS)
- Кандеал (BA)
- Канделария (RS)
- Кандеяс (BA)
- Кандеяс (MG)
- Кандеяс до Жамари (RO)
- Кандиба (BA)
- Кандидо Годой (RS)
- Кандидо ди Абреу (PR)
- Кандидо Мендис (MA)
- Кандидо Мота (SP)
- Кандидо Родригис (SP)
- Кандидо Салис (BA)
- Кандиота (RS)
- Кандой (PR)
- Канела (RS)
- Канелиня (SC)
- Канзансау (BA)
- Канинде (CE)
- Канинде ди Сао Франсиско (SE)
- Канитар (SP)
- Каноас (RS)
- Каноиняс (SC)
- Канта (RR)
- Кантагалу (MG)
- Кантагалу (PR)
- Кантагалу (RJ)
- Кантанеди (MA)
- Канту до Бурити (PI)
- Канудус (BA)
- Канудус до Вали (RS)
- Канутама (AM)
- Каньоба (SE)
- Каньотиню (PE)
- Капанема (PA)
- Капанема (PR)
- Капарао (MG)
- Капау Алту (SC)
- Капау Бониту (SP)
- Капау Бониту до Сул (RS)
- Капау да Каноа (RS)
- Капау до Леау (RS)
- Капау до Сипо (RS)
- Капела (AL)
- Капела (SE)
- Капела ди Сантана (RS)
- Капела до Алту (SP)
- Капела до Алто Алегри (BA)
- Капела Нова (MG)
- Капелиня (MG)
- Капетинга (MG)
- Капивари (SP)
- Капивари ди Байшу (SC)
- Капивари до Сул (RS)
- Капин (PB)
- Капим Бранку (MG)
- Капин Гросу (BA)
- Капинзал (SC)
- Капинзал до Норти (MA)
- Капинополис (MG)
- Капистрану (CE)
- Капитау (RS)
- Капитау Андради (MG)
- Капитау ди Кампос (PI)
- Капитау Енеас (MG)
- Капитау Жервасиу Оливейра (PI)
- Капитау Леонидас Маркис (PR)
- Капитау Посу (PA)
- Капитолиу (MG)
- Капишаба (AC)
- Капоейрас (PE)
- Капутира (MG)
- Караа (RS)
- Каравелас (BA)
- Карагуататуба (SP)
- Каразиню (RS)
- Караи (MG)
- Караибас (BA)
- Каракараи (RR)
- Каракол (MS)
- Каракол (PI)
- Карамбеи (PR)
- Каранаиба (MG)
- Карангола (MG)
- Карандаи (MG)
- Каранкас (MG)
- Карапатейра (PB)
- Карапебус (RJ)
- Карапикуиба (SP)
- Караску Бониту (TO)
- Каратинга (MG)
- Карауари (AM)
- Караубас (PB)
- Караубас (RN)
- Караубас до Пиауи (PI)
- Карбонита (MG)
- Карвальополис (MG)
- Карвалюс (MG)
- Кардеал да Силва (BA)
- Кардозу (SP)
- Кардозу Морейра (RJ)
- Кареасу (MG)
- Карейру (AM)
- Карейру да Варзеа (AM)
- Кариасика (ES)
- Каридади (CE)
- Каридади до Пиауи (PI)
- Кариняня (BA)
- Карира (SE)
- Карире (CE)
- Карири до Токантинс (TO)
- Каририасу (CE)
- Кариус (CE)
- Карлинда (MT)
- Карлополис (PR)
- Карлос Барбоза (RS)
- Карлос Гомис (RS)
- Карлос Шагас (MG)
- Кармезия (MG)
- Кармоландия (TO)
- Кармополис (SE)
- Кармополис ди Минас (MG)
- Карму (RJ)
- Карму да Кашоейра (MG)
- Карму да Мата (MG)
- Карму ди Минас (MG)
- Карму до Кажуру (MG)
- Карму до Парнаиба (MG)
- Карму до Рио Верди (GO)
- Карму до Рио Клару (MG)
- Карнаиба (PE)
- Карнауба дос Дантас (RN)
- Карнаубайс (RN)
- Карнаубал (CE)
- Карнаубейра да Пеня (PE)
- Карнейриню (MG)
- Карнейрус (AL)
- Кароеби (RR)
- Каролина (MA)
- Карпина (PE)
- Каруару (PE)
- Карутапера (MA)
- Касадор (SC)
- Касапава (SP)
- Касапава до Сул (RS)
- Касеара (TO)
- Касейрус (RS)
- Касеки (RS)
- Касеренги (PB)
- Касерис (MT)
- Касики Добли (RS)
- Касиландия (MS)
- Касимба ди Арея (PB)
- Касимба ди Дентру (PB)
- Касимбас (PB)
- Касимбиняс (AL)
- Касимиру ди Абреу (RJ)
- Касиняс (PE)
- Касия (MG)
- Касия дос Кокейрус (SP)
- Каска (RS)
- Каскавел (PR)
- Каскавел (CE)
- Каскалю Рику (MG)
- Кастанейра (MT)
- Кастанейрас (RO)
- Кастанял (PA)
- Кастеландия (GO)
- Кастелу (ES)
- Кастелу до Пиауи (PI)
- Кастилю (SP)
- Кастру (PR)
- Кастру Алвис (BA)
- Касу (GO)
- Катагуасис (MG)
- Каталану (GO)
- Катандува (SP)
- Катандувас (PR)
- Катандувас (SC)
- Катарина (CE)
- Катас Алтас (MG)
- Катас Алтас да Норуега (MG)
- Катенди (PE)
- Катигуа (SP)
- Катингейра (PB)
- Католандия (BA)
- Католе до Роша (PB)
- Кату (BA)
- Катужи (MG)
- Катуипи (RS)
- Катунда (CE)
- Катураи (GO)
- Катурама (BA)
- Катурите (PB)
- Катути (MG)
- Каукая (CE)
- Кафарнаум (BA)
- Кафеара (PR)
- Кафезал до Сул (PR)
- Кафеландия (PR)
- Кафеландия (SP)
- Кашамбу (MG)
- Кашамбу до Сул (SC)
- Кашиас (MA)
- Кашиас до Сул (RS)
- Кашинго (PI)
- Кашоейра (BA)
- Кашоейра Алта (GO)
- Кашоейра Гранди (MA)
- Кашоейра да Прата (MG)
- Кашоейра ди Гояс (GO)
- Кашоейра ди Минас (MG)
- Кашоейра ди Пажеу (MG)
- Кашоейра Доурада (GO)
- Кашоейра Доурада (MG)
- Кашоейра до Арари (PA)
- Кашоейра до Пириа (PA)
- Кашоейра до Сул (RS)
- Кашоейра дос Индиус (PB)
- Кашоейра Паулиста (SP)
- Кашоейрас ди Макаку (RJ)
- Кашоейриня (PE)
- Кашоейриня (RS)
- Кашоейриня (TO)
- Кашоейру ди Итапемирин (ES)
- Каюа (SP)
- Каябу (SP)
- Каяна (MG)
- Каяпония (GO)

- Кебрангулу (AL)
- Кеведус (RS)
- Кедас до Игуасу (PR)
- Кеймада Нова (PI)
- Кеймадас (BA)
- Кеймадас (PB)
- Кеймадус (RJ)
- Кейрос (SP)
- Келузиту (MG)
- Келус (SP)
- Керенсия (MT)
- Керенсия до Норти (PR)

- Кижинги (BA)
- Киломбу (SC)
- Кинзи ди Новембру (RS)
- Кинта до Сол (PR)
- Кинтана (SP)
- Кипапа (PE)
- Киринополис (GO)
- Кисама (RJ)
- Китандиня (PR)
- Китерианополис (CE)
- Кишаба (PB)
- Кишаба (PE)
- Кишабейра (BA)
- Кишада (CE)
- Кишело (CE)
- Кишерамобин (CE)
- Кишере (CE)

- Кларавал (MG)
- Клару дос Посойнс (MG)
- Клаудиу (MG)
- Клаудия (MT)
- Клевеландия (PR)
- Клементина (SP)

- Коараси (BA)
- Коари (AM)
- Кодажас (AM)
- Кодо (MA)
- Коелю Нету (MA)
- Коимбра (MG)
- Койварас (PI)
- Койте до Ноя (AL)
- Кокал (PI)
- Кокал ди Теля (PI)
- Кокал до Сул (SC)
- Кокал дос Алвис (PI)
- Кокалзиню ди Гояс (GO)
- Кокалиню (MT)
- Кокейрал (MG)
- Кокейру Байшу (RS)
- Кокейру Секу (AL)
- Кокейрус до Сул (RS)
- Кокус (BA)
- Коларис (PA)
- Колатина (ES)
- Колидер (MT)
- Колина (SP)
- Колинас (MA)
- Колинас (RS)
- Колинас до Сул (GO)
- Колинас до Токантинс (TO)
- Колмея (TO)
- Колниза (MT)
- Коломбия (SP)
- Коломбу (PR)
- Колония до Гуржея (PI)
- Колония до Пиауи (PI)
- Колония Леополдина (AL)
- Колораду (PR)
- Колораду (RS)
- Колораду до Оести (RO)
- Колуна (MG)
- Комбинаду (TO)
- Комендадор Гомис (MG)
- Комендадор Леви Гаспариан (RJ)
- Комерсиню (MG)
- Комодору (MT)
- Конго (PB)
- Конгониняс (PR)
- Конгонял (MG)
- Конгоняс (MG)
- Конгоняс до Норти (MG)
- Кондеуба (BA)
- Кондаду (PB)
- Кондаду (PE)
- Конди (BA)
- Конди (PB)
- Кондор (RS)
- Конегу Мариню (MG)
- Конкиста (MG)
- Конкиста д'Оести (MT)
- Конкордия (SC)
- Конкордия до Пара (PA)
- Консейсау (PB)
- Консейсау да Апаресида (MG)
- Консейсау да Бара (ES)
- Консейсау да Бара ди Минас (MG)
- Консейсау да Фейра (BA)
- Консейсау дас Алагоас (MG)
- Консейсау дас Педрас (MG)
- Консейсау ди Ипанема (MG)
- Консейсау ди Макабу (RJ)
- Консейсау до Алмейда (BA)
- Консейсау до Арагуая (PA)
- Консейсау до Жакуипи (BA)
- Консейсау до Канинде (PI)
- Консейсау до Кастелу (ES)
- Консейсау до Койте (BA)
- Консейсау до Лагу Асу (MA)
- Консейсау до Мату Дентру (MG)
- Консейсау до Пара (MG)
- Консейсау до Рио Верди (MG)
- Консейсау до Токантинс (TO)
- Консейсау дос Оурус (MG)
- Конселейру Лафайети (MG)
- Конселейру Майринк (PR)
- Конселейру Пена (MG)
- Консоласау (MG)
- Константина (RS)
- Контажен (MG)
- Контенда (PR)
- Контендас до Синкора (BA)
- Конфинс (MG)
- Конфреса (MT)
- Коншал (SP)
- Коншас (SP)
- Корасау ди Жезус (MG)
- Корасау ди Мария (BA)
- Корбелия (PR)
- Коргиню (MS)
- Кордейрополис (SP)
- Кордейру (RJ)
- Кордейрус (BA)
- Кордилейра Алта (SC)
- Кордисбургу (MG)
- Кордисландия (MG)
- Кореау (CE)
- Корегу Данта (MG)
- Корегу до Бон Жезус (MG)
- Корегу до Оуру (GO)
- Корегу Нову (MG)
- Корегу Фунду (MG)
- Коремас (PB)
- Коренти (PI)
- Корентина (BA)
- Корентис (PE)
- Корея Пинту (SC)
- Кориби (BA)
- Коринту (MG)
- Корнелиу Прокопиу (PR)
- Короадус (SP)
- Короаси (MG)
- Короата (MA)
- Коромандел (MG)
- Коронел Барус (RS)
- Коронел Бикаку (RS)
- Коронел Вивида (PR)
- Коронел Домингус Соарис (PR)
- Коронел Езекиел (RN)
- Коронел Жуау Песоа (RN)
- Коронел Жуау Са (BA)
- Коронел Жузе (PI)
- Коронел Мартинс (SC)
- Коронел Маседу (SP)
- Коронел Мурта (MG)
- Коронел Пашеку (MG)
- Коронел Пилар (RS)
- Коронел Сапукая (MS)
- Коронел Фабрисиану (MG)
- Коронел Фрейтас (SC)
- Коронел Шавиер Шавис (MG)
- Кортес (PE)
- Корумба (MS)
- Корумба ди Гояс (GO)
- Корумбаиба (GO)
- Корумбатаи (SP)
- Корумбатаи до Сул (PR)
- Корумбиара (RO)
- Корупа (SC)
- Корурипи (AL)
- Космополис (SP)
- Косморама (SP)
- Коста Маркис (RO)
- Коста Рика (MS)
- Котежипи (BA)
- Котипора (RS)
- Котия (SP)
- Котригуасу (MT)
- Коуту ди Магаляйнс (TO)
- Коуту ди Магаляйнс ди Минас (MG)
- Кошиля (RS)
- Кошин (MS)
- Кошишола (PB)

- Кравинюс (SP)
- Краволандия (BA)
- Краибас (AL)
- Кратеус (CE)
- Крату (CE)
- Кризолита (MG)
- Кризополис (BA)
- Крисиума (SC)
- Крисиумал (RS)
- Кристайс (MG)
- Кристайс Паулиста (SP)
- Кристал (RS)
- Кристал до Сул (RS)
- Кристаландия (TO)
- Кристаландия до Пиауи (PI)
- Кристалина (GO)
- Кристалия (MG)
- Кристианополис (GO)
- Кристиану Отони (MG)
- Кристина (MG)
- Кристинаполис (SE)
- Кристину Кастру (PI)
- Кристополис (BA)
- Кришас (GO)
- Кришас до Токантинс (TO)
- Кроата (CE)
- Кроминия (GO)
- Крузалия (SP)
- Крузалтенси (RS)
- Крузейру (SP)
- Крузейру да Форталеза (MG)
- Крузейру до Игуасу (PR)
- Крузейро до Сул (AC)
- Крузейру до Сул (PR)
- Крузейру до Сул (RS)
- Крузейру до Оести (PR)
- Крузета (RN)
- Крузилия (MG)
- Крузмалтина (PR)
- Крус (CE)
- Крус Алта (RS)
- Крус дас Алмас (BA)
- Крус до Еспирито Санто (PB)
- Крус Машаду (PR)
- Крусиландия (MG)

- Куадра (SP)
- Куараи (RS)
- Куартел Жерал (MG)
- Куарту Сентенариу (PR)
- Куата (SP)
- Куатигуа (PR)
- Куатипуру (PA)
- Куатис (RJ)
- Куатру Барас (PR)
- Куатру Ирмаус (RS)
- Куатру Понтис (PR)
- Кубатау (SP)
- Кубати (PB)
- Кужубин (RO)
- Куйте (PB)
- Куйте ди Мамангуапи (PB)
- Куйтеги (PB)
- Кумари (GO)
- Кумару (PE)
- Кумару до Норти (PA)
- Кумби (SE)
- Куня (SP)
- Куня Пора (SC)
- Кунятаи (SC)
- Купараки (MG)
- Купира (PE)
- Курайс (PI)
- Курайс Новус (RN)
- Курал Велю (PB)
- Курал ди Дентру (MG)
- Курал ди Сима (PB)
- Курал Нову до Пиауи (PI)
- Куралиню (PA)
- Куралинюс (PI)
- Кураса (BA)
- Курвеландия (MT)
- Курвелу (MG)
- Куримата (PI)
- Курионополис (PA)
- Куритиба (PR)
- Куритибанус (SC)
- Куриува (PR)
- Куруа (PA)
- Курурупу (MA)
- Куруса (PA)
- Кустодия (PE)
- Кутиас (AP)
- Куяба (MT)

### Л
- Лабреа (AM)
- Лавандейра (TO)
- Лавиния (SP)
- Лаврас (MG)
- Лаврас да Мангабейра (CE)
- Лаврас до Сул (RS)
- Лавриняс (SP)
- Лагамар (MG)
- Лагарту (SE)
- Лагоа (PB)
- Лагоа Алегри (PI)
- Лагоа Бонита до Сул (RS)
- Лагоа Вермеля (RS)
- Лагоа Гранди до Мараняо (MA)
- Лагоа Гранди (MG)
- Лагоа Гранди (PE)
- Лагоа д'Анта (RN)
- Лагоа да Каноа (AL)
- Лагоа да Конфузау (TO)
- Лагоа да Прата (MG)
- Лагоа ди Велюс (RN)
- Лагоа ди Дентру (PB)
- Лагоа ди Итаенга (PE)
- Лагоа ди Педрас (RN)
- Лагоа ди Сао Франсиско (PI)
- Лагоа Доурада (MG)
- Лагоа до Бару до Пиауи (PI)
- Лагоа до Кару (PE)
- Лагоа до Мату (MA)
- Лагоа до Оуру (PE)
- Лагоа до Пиауи (PI)
- Лагоа до Ситиу (PI)
- Лагоа до Токантинс (TO)
- Лагоа дос Гатус (PE)
- Лагоа дос Патус (MG)
- Лагоа дос Трес Кантус (RS)
- Лагоа Нова (RN)
- Лагоа Реал (BA)
- Лагоа Салгада (RN)
- Лагоа Санта (GO)
- Лагоа Санта (MG)
- Лагоа Сека (PB)
- Лагоа Формоза (MG)
- Лагоау (RS)
- Лагоиня (SP)
- Лагоиня до Пиауи (PI)
- Лагу Верди (MA)
- Лагу да Педра (MA)
- Лагу до Жунку (MA)
- Лагу дос Родригис (MA)
- Лагуна (SC)
- Лагуна Карапа (MS)
- Ладаиня (MG)
- Ладариу (MS)
- Лажеаду (RS)
- Лажеаду (TO)
- Лажеаду до Бугри (RS)
- Лажеаду Гранди (SC)
- Лажеаду Нову (MA)
- Лажедау (BA)
- Лажединю (BA)
- Лажеду (PE)
- Лажеду до Табокал (BA)
- Лажи (BA)
- Лажи до Муриае (RJ)
- Лажиня (MG)
- Лажис (SC)
- Лажис (RN)
- Лажис Пинтадас (RN)
- Ламарау (BA)
- Ламбари (MG)
- Ламбари д'Оести (MT)
- Ламин (MG)
- Ландри Салис (PI)
- Лапа (PR)
- Лапау (BA)
- Ларанжа да Тера (ES)
- Ларанжал (MG)
- Ларанжал (PR)
- Ларанжал до Жари (AP)
- Ларанжал Паулиста (SP)
- Ларанжейрас (SE)
- Ларанжейрас до Сул (PR)
- Ласанси (MG)
- Ласердополис (SC)
- Ластру (PB)
- Лаурентину (SC)
- Лауру ди Фрейтас (BA)
- Лауру Мюлер (SC)
- Лафайети Коутиню (BA)

- Леандру Ферейра (MG)
- Лебон Режис (SC)
- Леми (SP)
- Леми до Праду (MG)
- Ленсойс (BA)
- Ленсойс Паулиста (SP)
- Леоберту Леал (SC)
- Леополдина (MG)
- Леополду ди Бульойнс (GO)
- Леополис (PR)

- Либерату Салзану (RS)
- Либердади (MG)
- Ливраменто (PB)
- Ливраменто ди Носа Сеньора (BA)
- Лидианополис (PR)
- Лизарда (TO)
- Лима Дуарти (MG)
- Лима Кампос (MA)
- Лимейра (SP)
- Лимейра до Оести (MG)
- Лимоейро (PE)
- Лимоейро ди Анадия (AL)
- Лимоейро до Ажуру (PA)
- Лимоейро до Норти (CE)
- Линдоя (SP)
- Линдоя до Сул (SC)
- Линдолфо Колор (RS)
- Линдоести (PR)
- Линс (SP)
- Линя Нова (RS)
- Линярис (ES)
- Лисиниу ди Алмейда (BA)

- Лоанда (PR)
- Лобату (PR)
- Лоградоуру (PB)
- Лондрина (PR)
- Лонтра (MG)
- Лонтрас (SC)
- Лорена (SP)
- Лорету (MA)
- Лоувейра (SP)
- Лоурдис (SP)

- Лузерна (SC)
- Лузиания (GO)
- Лузиландия (PI)
- Лузинополис (TO)
- Луизиана (PR)
- Луизиания (SP)
- Луис Антонио (SP)
- Луис Алвис (SC)
- Луис Гомис (RN)
- Луис Домингис (MA)
- Луис Едуарду Магаляйнс (BA)
- Луис Корея (PI)
- Луисбургу (MG)
- Луисландия (MG)
- Лукас до Рио Верди (MT)
- Лукресия (RN)
- Луминариас (MG)
- Лунардели (PR)
- Луперсиу (SP)
- Лупионополис (PR)
- Лус (MG)
- Луселия (SP)
- Лусена (PB)
- Лусианополис (SP)
- Лусиара (MT)
- Лутесия (SP)

### М
- Магаляйнс Барата (PA)
- Магаляйнс ди Алмейда (MA)
- Магда (SP)
- Мадалена (CE)
- Мадейру (PI)
- Мадри ди Деус (BA)
- Мадри ди Деус ди Минас (MG)
- Маетинга (BA)
- Маже (RJ)
- Мажор Виейра (SC)
- Мажор Герсину (SC)
- Мажор Исидору (AL)
- Мажор Салис (RN)
- Мазагао (AP)
- Май д'Агуа (PB)
- Май до Риу (PA)
- Майкиники (BA)
- Майри (BA)
- Майринки (SP)
- Майрипора (SP)
- Майрипотаба (GO)
- Макае (RJ)
- Макажуба (BA)
- Макаиба (RN)
- Макамбира (SE)
- Макапа (AP)
- Макапарана (PE)
- Макарани (BA)
- Макатуба (SP)
- Макау (RN)
- Макаубал (SP)
- Макаубас (BA)
- Макине (RS)
- Макуку (RJ)
- Макуруре (BA)
- Малакашета (MG)
- Малет (PR)
- Малта (PB)
- Маляда (BA)
- Маляда ди Педрас (BA)
- Маляда дос Бойс (SE)
- Малядадор (SE)
- Мамангуапи (PB)
- Мамбаи (GO)
- Мамборе (PR)
- Мамонас (MG)
- Мампитуба (RS)
- Манаира (PB)
- Манакапуру (AM)
- Манакири (AM)
- Манари (PE)
- Манаус (AM)
- Манга (MG)
- Мангаратиба (RJ)
- Мангейриня (PR)
- Мандагуари (PR)
- Мандагуасу (PR)
- Мандиритуба (PR)
- Мандури (SP)
- Маникоре (AM)
- Мансидау (BA)
- Мансио Лима (AC)
- Мантена (MG)
- Мантенополис (ES)
- Мануел Виана (RS)
- Мануел Виторину (BA)
- Мануел Емидиу (PI)
- Мануел Рибас (PR)
- Маноел Урбано (AC)
- Манюасу (MG)
- Манюмирин (MG)
- Мар Вермелю (AL)
- Мар ди Еспаня (MG)
- Мара Роза (GO)
- Мараа (AM)
- Мараба (PA)
- Мараба Паулиста (SP)
- Маравиля (AL)
- Маравиля (SC)
- Маравиляс (MG)
- Марагожи (AL)
- Марагожипи (BA)
- Маража до Сена (MA)
- Маракажа (SC)
- Маракажу (MS)
- Маракаи (SP)
- Маракана (PA)
- Мараканау (CE)
- Маракас (BA)
- Маракасуме (MA)
- Марангуапи (CE)
- Мараняозиню (MA)
- Марапанин (PA)
- Марапоама (SP)
- Марата (RS)
- Маратаизис (ES)
- Марау (BA)
- Марау (RS)
- Мараял (PE)
- Марема (SC)
- Марешал Деодору (AL)
- Марешал Кандиду Рондон (PR)
- Марешал Тауматурго (AC)
- Марешал Флориану (ES)
- Марзагау (GO)
- Мари (PB)
- Мариалва (PR)
- Мариана (MG)
- Мариана Пиментел (RS)
- Марианополис до Токантинс (TO)
- Мариану Мору (RS)
- Мариаполис (SP)
- Марибонду (AL)
- Маризополис (PB)
- Марика (RJ)
- Марилак (MG)
- Мариландия (ES)
- Мариландия до Сул (PR)
- Марилена (PR)
- Марилия (SP)
- Марилус (PR)
- Маринга (PR)
- Маринополис (SP)
- Мариополис (PR)
- Марипа (PR)
- Марипа ди Минас (MG)
- Маритуба (PA)
- Марио Кампос (MG)
- Мария да Фе (MG)
- Мария Елена (PR)
- Маркасау (PB)
- Маркиню (PR)
- Маркис ди Соуза (RS)
- Марколандия (PI)
- Марку (CE)
- Маркус Паренти (PI)
- Марлиерия (MG)
- Мармелейру (PR)
- Мармелополис (MG)
- Марселандия (MT)
- Марселину Виейра (RN)
- Марселину Рамус (RS)
- Марсионилиу Соуза (BA)
- Мартинополи (CE)
- Мартинополис (SP)
- Мартинс (RN)
- Мартинс Соарис (MG)
- Мартиню Кампос (MG)
- Маруин (SE)
- Марумби (PR)
- Масамбара (RS)
- Масапе (CE)
- Масапе до Пиауи (PI)
- Масарандуба (PB)
- Масарандуба (SC)
- Маседония (SP)
- Масейо (AL)
- Масиейра (SC)
- Mascote (BA)
- Мата (RS)
- Мата Верди (MG)
- Мата Гранди (AL)
- Мата ди Сао Жуау (BA)
- Мата Рома (MA)
- Матарака (PB)
- Матау (SP)
- Матейрус (TO)
- Мателандия (PR)
- Матерландия (MG)
- Матеус Леми (MG)
- Матиас Барбоза (MG)
- Матиас Кардозу (MG)
- Матиас Лобату (MG)
- Матиас Олимпиу (PI)
- Матина (BA)
- Матинюс (PR)
- Матиня (MA)
- Матиняс (PB)
- Матипо (MG)
- Матозинюс (MG)
- Матойнс (MA)
- Матойнс до Норти (MA)
- Матринша (GO)
- Матрис ди Камаражиби (AL)
- Мату Верди (MG)
- Мато Гросо (PB)
- Мату Кастеляну (RS)
- Мату Кеймаду (RS)
- Мату Лейтау (RS)
- Мату Рику (PR)
- Матупа (MT)
- Матурея (PB)
- Матус Коста (SC)
- Матутина (MG)
- Мауа (SP)
- Мауа да Сера (PR)
- Мауес (AM)
- Мауриландия (GO)
- Мауриландия до Токантинс (TO)
- Маурити (CE)
- Мафра (SC)
- Машадиню (RS)
- Машадиню д'Оести (RO)
- Машаду (MG)
- Машадус (PE)
- Машакалис (MG)
- Машарангуапи (RN)
- Машимилиано ди Алмейда (RS)

- Медейрус (MG)
- Медейрус Нету (BA)
- Медианейра (PR)
- Медина (MG)
- Медисиландия (PA)
- Мезополис (SP)
- Мелгасу (PA)
- Мелейру (SC)
- Мендис (RJ)
- Мендис Пиментел (MG)
- Мендонса (SP)
- Меридиану (SP)
- Мерседис (PR)
- Мерсес (MG)
- Меруока (CE)
- Месиас (AL)
- Месиас Таржину (RN)
- Мескита (MG)
- Мескита (RJ)

- Мигел Алвис (PI)
- Мигел Калмон (BA)
- Мигел Леау (PI)
- Мигел Перейра (RJ)
- Мигелополис (SP)
- Милагрис (BA)
- Милагрис (CE)
- Милагрис до Мараняо (MA)
- Милтон Брандау (PI)
- Миля (CE)
- Мимозу ди Гояс (GO)
- Мимозу до Сул (ES)
- Минадор до Неграу (AL)
- Минас до Леау (RS)
- Минас Новас (MG)
- Минасу (GO)
- Миндури (MG)
- Минейрус (GO)
- Минейрус до Тиете (SP)
- Министру Андреаза (RO)
- Мира Естрела (SP)
- Мирабела (MG)
- Миравания (MG)
- Мирагуай (RS)
- Мирадор (MA)
- Мирадор (PR)
- Мирадоуру (MG)
- Мираи (MG)
- Мираима (CE)
- Миракату (SP)
- Мирангаба (BA)
- Миранда (MS)
- Миранда да Сера (RO)
- Миранда до Норти (MA)
- Миранда до Паранапанема (SP)
- Мирандиба (PE)
- Мирандополис (SP)
- Миранорти (TO)
- Миранда (BA)
- Мираселва (PR)
- Мирасема (RJ)
- Мирасема до Токантинс (TO)
- Мирасол (SP)
- Мирасол д'Оести (MT)
- Мирасоландия (SP)
- Мирин Доси (SC)
- Миринзал (MA)
- Мисал (PR)
- Мисау Веля (CE)

- Могейру (PB)
- Моделу (SC)
- Моеда (MG)
- Моема (MG)
- Можи Гуасу (SP)
- Можи дас Крузис (SP)
- Можи Мирин (SP)
- Можу (PA)
- Мозарландия (GO)
- Мойпора (GO)
- Мойта Бонита (SE)
- Мокажуба (PA)
- Мокока (SP)
- Момбаса (CE)
- Момбука (SP)
- Монгагуа (SP)
- Мондаи (SC)
- Монжолус (MG)
- Монсау (MA)
- Монсеньор Жил (PI)
- Монсеньор Иполиту (PI)
- Монсеньор Паулу (MG)
- Монсеньор Табоза (CE)
- Монсойнс (SP)
- Монтадас (PB)
- Монталвания (MG)
- Монтаня (ES)
- Монтаняс (RN)
- Монтаури (RS)
- Монтезума (MG)
- Монтейрополис (AL)
- Монтейру (PB)
- Монтейру (SP)
- МонтеНегро (RS)
- Монти Азул (MG)
- Монти Азул Паулиста (SP)
- Монти Алегри (PA)
- Монти Алегри (RN)
- Монти Алегри ди Гояс (GO)
- Монти Алегри ди Минас (MG)
- Монти Алегри ди Сержипи (SE)
- Монти Алегри до Пиауи (PI)
- Монти Алегри до Сул (SP)
- Монти Алегри дос Кампос (RS)
- Монти Алту (SP)
- Монти Апразивел (SP)
- Монти Белу (MG)
- Монти Белу до Сул (RS)
- Монти дас Гамелейрас (RN)
- Монти до Карму (TO)
- Монти Карлу (SC)
- Монти Кармелу (MG)
- Монти Кастелу (SC)
- Монти Кастелу (SP)
- Монти Мор (SP)
- Монти Негро (RO)
- Монти Ореби (PB)
- Монти Санту (BA)
- Монти Санту ди Минас (MG)
- Монти Сиау (MG)
- Монти Формозу (MG)
- Монтивидиу (GO)
- Монтивидиу до Норти (GO)
- Монтис Алтос (MA)
- Монтис Кларос (MG)
- Монтис Кларос ди Гояс (GO)
- Морада Нова (CE)
- Морада Нова ди Минас (MG)
- Мораужу (CE)
- Морейландия (PE)
- Морейра Салис (PR)
- Морену (PE)
- Моретис (PR)
- Моринюс (GO)
- Моринюс (CE)
- Моринюс до Сул (RS)
- Мормасу (RS)
- Морпара (BA)
- Мору Агуду (SP)
- Мору Агуду ди Гояс (GO)
- Мору Гранди (SC)
- Мору да Гарса (MG)
- Мору да Фумаса (SC)
- Мору до Пилар (MG)
- Мору до Шапеу (BA)
- Мору до Шапеу до Пиауи (PI)
- Мору Кабеса ну Темпу (PI)
- Мору Редонду (RS)
- Мору Реутер (RS)
- Морунгаба (SP)
- Морус (MA)
- Мортугаба (BA)
- Мосамедис (GO)
- Мосоро (RN)
- Мостардас (RS)
- Мотука (SP)

- Муана (PA)
- Музамбиню (MG)
- Муйтус Капойнс (RS)
- Мукажаи (RR)
- Мукамбу (CE)
- Мукен ди Сао Франсиско (BA)
- Муки (ES)
- Мукуже (BA)
- Мукури (BA)
- Мукуриси (ES)
- Мулитерну (RS)
- Мулунгу (PB)
- Мулунгу (CE)
- Мулунгу до Мору (BA)
- Мунду Нову (BA)
- Мунду Нову (GO)
- Мунду Нову (MS)
- Мунис Ферейра (BA)
- Мунис Фрейри (ES)
- Муньос (MG)
- Муньос ди Мелу (PR)
- Муриае (MG)
- Мурибека (SE)
- Муриси (AL)
- Муриси дос Портелас (PI)
- Мурисиландия (TO)
- Муритиба (BA)
- Муритинга до Сул (SP)
- Мусун (RS)
- Мутуипи (BA)
- Мутун (MG)
- Мутунополис (GO)

### Н
- Навегантис (SC)
- Навираи (MS)
- Назаре (BA)
- Назаре (TO)
- Назаре да Мата (PE)
- Назаре до Пиауи (PI)
- Назаре Паулиста (SP)
- Назарезиню (PB)
- Назарену (MG)
- Назариу (GO)
- Назария (PI)
- Наки (MG)
- Нантис (SP)
- Нануки (MG)
- Нарандиба (SP)
- Насип Райдан (MG)
- Натал (RN)
- Наталандия (MG)
- Натерсия (MG)
- Нативидади (RJ)
- Нативидади (TO)
- Нативидади да Сера (SP)
- Натуба (PB)
- Нау-Ми-Токи (RS)

- Невис Паулиста (SP)
- Неополис (SE)
- Непомусену (MG)
- Нерополис (GO)

- Никеландия (GO)
- Николау Вергейру (RS)
- Нилополис (RJ)
- Нилу Песаня (BA)
- Нина Родригис (MA)
- Нинейра (MG)
- Ниоаки (MS)
- Нипоа (SP)
- Нисия Флореста (RN)
- Нитерой (RJ)

- Нобрис (MT)
- Нова Алворада (RS)
- Нова Алворада до Сул (MS)
- Нова Алианса (SP)
- Нова Алианса до Иваи (PR)
- Нова Америка (GO)
- Нова Америка да Колина (PR)
- Нова Андрадина (MS)
- Нова Араса (RS)
- Нова Артс (RS)
- Нова Аурора (GO)
- Нова Аурора (PR)
- Нова Бандейрантис (MT)
- Нова Басану (RS)
- Нова Белен (MG)
- Нова Боа Виста (RS)
- Нова Бразиландия (MT)
- Нова Бразиландия д'Оести (RO)
- Нова Бресия (RS)
- Нова Венеза (GO)
- Нова Венеза (SC)
- Нова Венесия (ES)
- Нова Висоза (BA)
- Нова Глория (GO)
- Нова Гранада (SP)
- Нова Гуарита (MT)
- Нова Гуатапоранга (SP)
- Нова Ера (MG)
- Нова Ерешин (SC)
- Нова Есперанса (PR)
- Нова Есперанса до Пириа (PA)
- Нова Есперанса до Судоести (PR)
- Нова Есперанса до Сул (RS)
- Нова Еуропа (SP)
- Нова Ибиа (BA)
- Нова Игуасу (RJ)
- Нова Игуасу ди Гояс (GO)
- Нова Индепенденсия (SP)
- Нова Ипишуна (PA)
- Нова Итабераба (SC)
- Нова Итарана (BA)
- Нова Йорки (MA)
- Нова Кампина (SP)
- Нова Канаа (BA)
- Нова Канаа до Норти (MT)
- Нова Канаа Паулиста (SP)
- Нова Канделария (RS)
- Нова Канту (PR)
- Нова Кастилю (SP)
- Нова Колинас (MA)
- Нова Кришас (GO)
- Нова Крус (RN)
- Нова Ларанжейрас (PR)
- Нова Ласерда (MT)
- Нова Лима (MG)
- Нова Лондрина (PR)
- Нова Лузитания (SP)
- Нова Маморе (RO)
- Нова Мариландия (MT)
- Нова Маринга (MT)
- Нова Модика (MG)
- Нова Монти Верди (MT)
- Нова Мутун (MT)
- Нова Назаре (MT)
- Нова Одеса (SP)
- Нова Олимпия (MT)
- Нова Олимпия (PR)
- Нова Олинда (PB)
- Нова Олинда (CE)
- Нова Олинда (TO)
- Нова Олинда до Мараняо (MA)
- Нова Олинда до Норти (AM)
- Нова Падуа (RS)
- Нова Палма (RS)
- Нова Палмейра (PB)
- Нова Петрополис (RS)
- Нова Понти (MG)
- Нова Портейриня (MG)
- Нова Прата (RS)
- Нова Прата до Игуасу (PR)
- Нова Рамада (RS)
- Нова Реденсау (BA)
- Нова Резенди (MG)
- Нова Рома (GO)
- Нова Рома до Сул (RS)
- Нова Росаландия (TO)
- Нова Русас (CE)
- Нова Санта Барбара (PR)
- Нова Санта Елена (MT)
- Нова Санта Рита (PI)
- Нова Санта Рита (RS)
- Нова Санта Роза (PR)
- Нова Серана (MG)
- Нова Соури (BA)
- Нова Тебас (PR)
- Нова Тимботеуа (PA)
- Нова Тренту (SC)
- Нова Убирата (MT)
- Нова Униау (MG)
- Нова Униау (RO)
- Нова Фатима (BA)
- Нова Фатима (PR)
- Нова Флореста (PB)
- Нова Фрибурго (RJ)
- Нова Шавантина (MT)
- Новайс (SP)
- Новоризонти (MG)
- Нову Айрау (AM)
- Нову Акорду (TO)
- Нову Алегри (TO)
- Нову Амбургу (RS)
- Нову Арипуана (AM)
- Нову Барейру (RS)
- Нову Бразил (GO)
- Нову Гама (GO)
- Нову Жардин (TO)
- Нову Итаколоми (PR)
- Нову Кабрайс (RS)
- Нову Крузейру (MG)
- Нову Лину (AL)
- Нову Машаду (RS)
- Нову Мунду (MT)
- Нову Ориенти (CE)
- Нову Ориенти ди Минас (MG)
- Нову Ориенти до Пиауи (PI)
- Нову Оризонти (BA)
- Нову Оризонти (SC)
- Нову Оризонти (SP)
- Нову Оризонти до Норти (MT)
- Нову Оризонти до Оести (RO)
- Нову Оризонти до Сул (MS)
- Нову Планалту (GO)
- Нову Прогресу (PA)
- Нову Репартименту (PA)
- Нову Санту Антонио (MT)
- Нову Санту Антонио (PI)
- Нову Сао Жуакин (MT)
- Нову Тирадентис (RS)
- Нову Триунфу (BA)
- Нову Шингу (RS)
- Ноноай (RS)
- Нордестина (BA)
- Нормандия (RR)
- Нортеландия (MT)
- Носа Сеньора Апаресида (SE)
- Носа Сеньора да Глория (SE)
- Носа Сеньора дас Грасас (PR)
- Носа Сеньора дас Дорис (SE)
- Носа Сеньора ди Лоурдис (SE)
- Носа Сеньора ди Назаре (PI)
- Носа Сеньора до Ливраменту (MT)
- Носа Сеньора до Сокору (SE)
- Носа Сеньора дос Ремедиус (PI)

- Нупоранга (SP)

- Нямунда (AM)
- Няндеара (SP)

### О
- Обидус (PA)

- Озаско (SP)
- Озвалду Крус (SP)
- Озорио (RS)

- Окара (CE)
- Окаусу (SP)

- Оламбра (SP)
- Олария (MG)
- Олеу (SP)
- Оливедус (PB)
- Оливейра (MG)
- Оливейра ди Фатима (TO)
- Оливейра дос Брежинюс (BA)
- Оливейра Фортис (MG)
- Оливенса (AL)
- Олимпия (SP)
- Олимпиу Нороня (MG)
- Олинда (PE)
- Олинда Нова до Мараняо (MA)
- Олиндина (BA)
- Олю д'Агуа (PB)
- Олюс-д'Агуа (MG)
- Олю д'Агуа дас Куняс (MA)
- Олю д'Агуа дас Флорис (AL)
- Олю-д'Агуа до Боржис (RN)
- Олю д'Агуа до Касаду (AL)
- Олю д'Агуа до Пиауи (PI)
- Олю д'Агуа Гранди (AL)

- Онда Верди (SP)
- Онорио Серпа (PR)
- Онса ди Питанги (MG)

- Ораториус (MG)
- Ориенти (SP)
- Оризания (MG)
- Оризона (GO)
- Оризонти (CE)
- Оризонтина (RS)
- Ориндиува (SP)
- Оришимина (PA)
- Орландия (SP)
- Орлеанс (SC)
- Оробо (PE)
- Ороко (PE)
- Орос (CE)
- Ортигейра (PR)
- Ортоландия (SP)
- Оувидор (GO)
- Оурен (PA)
- Оуризона (PR)
- Оурикури (PE)
- Оуриландия до Норти (PA)
- Оуриньос (SP)
- Оурисангас (BA)
- Оуро (SC)
- Оуро Бранко (AL)
- Оуро Бранко (MG)
- Оуро Бранко (RN)
- Оуро Вельо (PB)
- Оуру Верди (SC)
- Оуру Верди (SP)
- Оуро Верди ди Гояс (GO)
- Оуро Верди ди Минас (MG)
- Оуро Верди до Оести (PR)
- Оуро Прето (MG)
- Оуро Прето до Оести (RO)
- Оуро Фино (MG)
- Оуроести (SP)
- Оуроландия (BA)

- Оскар Бресани (SP)

- Отасилио Коста (SC)

- Ояпоки (AP)

### П
- Павау (MG)
- Паверама (RS)
- Павусу (PI)
- Падри Бернарду (GO)
- Падри Карвалю (MG)
- Падри Маркус (PI)
- Падри Параисо (MG)
- Пажеу до Пиауи (PI)
- Пай Педру (MG)
- Пайва (MG)
- Пайн Филю (RS)
- Пайнейрас (MG)
- Пайнел (SC)
- Пайнс (MG)
- Пайс Ландин (PI)
- Пайсанду (PR)
- Пакаембу (SP)
- Пакажа (PA)
- Пакажус (CE)
- Пакарайма (RR)
- Пакатуба (CE)
- Пакатуба (SE)
- Пакета (PI)
- Пакоти (CE)
- Пакужа (CE)
- Палестина (AL)
- Палестина (SP)
- Палестина ди Гояс (GO)
- Палестина до Пара (PA)
- Палма (MG)
- Палма Сола (SC)
- Палмарис (PE)
- Палмарис до Сул (RS)
- Палмарис Паулиста (SP)
- Палмас (PR)
- Палмас (TO)
- Палмас ди Монти Алту (BA)
- Палмасия (CE)
- Палмейра (PR)
- Палмейра (SC)
- Палмейра дас Мисойнс (RS)
- Палмейра д'Оести (SP)
- Палмейра до Пиауи (PI)
- Палмейра дос Индиус (AL)
- Палмейрайс (PI)
- Палмейрандия (MA)
- Палмейранти (TO)
- Палмейрас (BA)
- Палмейрас ди Гояс (GO)
- Палмейрас до Токантинс (TO)
- Палмейрина (PE)
- Палмейрополис (TO)
- Палмелу (GO)
- Палминополис (GO)
- Палмитал (PR)
- Палмитал (SP)
- Палмитиню (RS)
- Палмитус (SC)
- Палмополис (MG)
- Палотина (PR)
- Пальоса (SC)
- Паляну (CE)
- Панама (GO)
- Панамби (RS)
- Панелас (PE)
- Панкас (ES)
- Панорама (SP)
- Пантану Гранди (RS)
- Папагаюс (MG)
- Папандува (SC)
- Пара ди Минас (MG)
- Парагоминас (PA)
- Парагуасу (MG)
- Парагуасу Паулиста (SP)
- Паразиню (RN)
- Параи (RS)
- Параиба до Сул (RJ)
- Параизополис (MG)
- Параисо (SC)
- Параисо (SP)
- Параисо дас Агуас (MS)
- Параисо до Норти (PR)
- Параисо до Сул (RS)
- Параисо до Токантинс (TO)
- Парайбану (MA)
- Парайбуна (SP)
- Парайпаба (CE)
- Паракамби (RJ)
- Паракату (MG)
- Паракуру (CE)
- Парамбу (CE)
- Парамирин (BA)
- Парамоти (CE)
- Парана (RN)
- Парана (TO)
- Паранаваи (PR)
- Паранагуа (PR)
- Паранаиба (MS)
- Паранаита (MT)
- Паранайгуара (GO)
- Паранапанема (SP)
- Паранапоема (PR)
- Паранапуа (SP)
- Паранасити (PR)
- Паранатама (PE)
- Паранатинга (MT)
- Паранюс (MS)
- Параопеба (MG)
- Парапуа (SP)
- Парари (PB)
- Парати (RJ)
- Паратинга (BA)
- Парау (RN)
- Парауапебас (PA)
- Парауна (GO)
- Пардиню (SP)
- Пареляс (RN)
- Пареси Нову (RS)
- Паресис (RO)
- Паризи (SP)
- Парикера-Асу (SP)
- Париконя (AL)
- Паринтинс (AM)
- Парипиранга (BA)
- Парипуейра (AL)
- Парнагуа (PI)
- Парнаиба (PI)
- Парнамирин (PE)
- Парнамирин (RN)
- Парнарама (MA)
- Паробе (RS)
- Паса Винти (MG)
- Паса и Фика (RN)
- Паса Куатро (MG)
- Паса Сети (RS)
- Паса Темпо (MG)
- Пасабен (MG)
- Пасажен (PB)
- Пасажен (RN)
- Пасажен Франка (MA)
- Пасажен Франка до Пиауи (PI)
- Пасира (PE)
- Пастос Бонс (MA)
- Пасо ди Камаражиби (AL)
- Пасо ди Торис (SC)
- Пасо до Лумиар (MA)
- Пасо до Собрадо (RS)
- Пасо Фунду (RS)
- Пасос (MG)
- Пасос Мая (SC)
- Пати до Алферис (RJ)
- Патис (MG)
- Пату (RN)
- Пату Брагаду (PR)
- Пату Бранку (PR)
- Патус (PB)
- Патус ди Минас (MG)
- Патус до Пиауи (PI)
- Патросиниу (MG)
- Патросиниу до Муриае (MG)
- Патросиниу Паулиста (SP)
- Пау Бразил (BA)
- Пау д'Арку (PA)
- Пау д'Арку (TO)
- Пау д'Арку до Пиауи (PI)
- Пау ди Асукар (AL)
- Пау дос Ферус (RN)
- Паудалю (PE)
- Пауини (AM)
- Паула Кандиду (MG)
- Паула Фрейтас (PR)
- Паулиния (SP)
- Паулину Невис (MA)
- Паулисея (SP)
- Паулиста (PB)
- Паулиста (PE)
- Паулистана (PI)
- Паулистания (SP)
- Паулистас (MG)
- Пауло Афонзо (BA)
- Пауло Бенто (RS)
- Пауло ди Фария (SP)
- Пауло Жасинто (AL)
- Пауло Лопис (SC)
- Пауло Рамос (MA)
- Пауло Фронтин (PR)
- Паял (SC)

- Пе ди Сера (BA)
- Пеабиру (PR)
- Педернейрас (SP)
- Педра (PE)
- Педра Азул (MG)
- Педра Бела (SP)
- Педра Бонита (MG)
- Педра Бранка (CE)
- Педра Бранка (PB)
- Педра Бранка до Амапари (AP)
- Педра Гранди (RN)
- Педра Доурада (MG)
- Педра до Анта (MG)
- Педра до Индая (MG)
- Педра Лаврада (PB)
- Педра Моли (SE)
- Педра Прета (MT)
- Педра Прета (RN)
- Педралва (MG)
- Педранополис (SP)
- Педрас Алтас (RS)
- Педрас Грандис (SC)
- Педрас ди Мария да Крус (MG)
- Педрас ди Фогу (PB)
- Педрау (BA)
- Педрегулю (SP)
- Педрейра (SP)
- Педрейрас (MA)
- Педринополис (MG)
- Педриняс (SE)
- Педриняс Паулиста (SP)
- Педру II (PI)
- Педру Авелину (RN)
- Педру Алешандри (BA)
- Педру Афонзу (TO)
- Педру Велю (RN)
- Педру Гомис (MS)
- Педру ди Толеду (SP)
- Педру до Розариу (MA)
- Педру Канариу (ES)
- Педру Лаурентину (PI)
- Педру Леополду (MG)
- Педру Озориу (RS)
- Педру Режис (PB)
- Педру Тейшейра (MG)
- Пежусара (RS)
- Пейши (TO)
- Пейши-Бой (PA)
- Пейшоту ди Азеведу (MT)
- Пекери (MG)
- Пеки (MG)
- Пекизейру (TO)
- Пелотас (RS)
- Пеналва (MA)
- Пенаполис (SP)
- Пенафорти (CE)
- Пенденсиас (RN)
- Пенеду (AL)
- Пентекости (CE)
- Пеня (SC)
- Пердигау (MG)
- Пердизис (MG)
- Пердойнс (MG)
- Перейра Барету (SP)
- Перейрас (SP)
- Перейру (CE)
- Пери Мирин (MA)
- Перикиту (MG)
- Перитиба (SC)
- Периторо (MA)
- Перобал (PR)
- Перола (PR)
- Перола д'Оести (PR)
- Пероландия (GO)
- Перуиби (SP)
- Песаня (MG)
- Пескадор (MG)
- Пескейра (PE)
- Петроландия (PE)
- Петроландия (SC)
- Петролина (PE)
- Петролина ди Гояс (GO)
- Петрополис (RJ)

- Пиасабусу (AL)
- Пиакату (SP)
- Пианко (PB)
- Пиата (BA)
- Пиау (MG)
- Пиедади (SP)
- Пиедади ди Каратинга (MG)
- Пиедади ди Понти Нова (MG)
- Пиедади до Рио Гранди (MG)
- Пиедади дос Жерайс (MG)
- Пиен (PR)
- Пикада Кафе (RS)
- Пикуи (PB)
- Пикус (PI)
- Пилау Аркаду (BA)
- Пилар (AL)
- Пилар (PB)
- Пилар ди Гояс (GO)
- Пилар до Сул (SP)
- Пилойнс (PB)
- Пилойнс (RN)
- Пилойнзинюс (PB)
- Пимента (MG)
- Пимента Bueno (RO)
- Пиментейрас (PI)
- Пиментейрас до Оести (RO)
- Пиндаи (BA)
- Пиндамонянгаба (SP)
- Пиндаре-Мирин (MA)
- Пиндоба (AL)
- Пиндобасу (BA)
- Пиндорама (SP)
- Пиндорама до Токантинс (TO)
- Пиндоретама (CE)
- Пингу-д'Агуа (MG)
- Пиняйс (PR)
- Пинял (RS)
- Пинялау (PR)
- Пинял да Сера (RS)
- Пинял ди Сао Бенту (PR)
- Пинял Гранди (RS)
- Пинялзиню (SC)
- Пинялзиню (SP)
- Пиняу (PR)
- Пиняу (SE)
- Пинейрал (RJ)
- Пинейриню до Вали (RS)
- Пинейру (MA)
- Пинейру Машаду (RS)
- Пинейру Прету (SC)
- Пинейрус (ES)
- Пинтадас (BA)
- Пинтополис (MG)
- Пиу IX (PI)
- Пиу XII (MA)
- Пикероби (SP)
- Пикет Карнейру (CE)
- Пикети (SP)
- Пиракая (SP)
- Пираканжуба (GO)
- Пирасема (MG)
- Пирасикаба (SP)
- Пиракурука (PI)
- Пираи (RJ)
- Пираи до Норти (BA)
- Пираи до Сул (PR)
- Пиражу (SP)
- Пиражуба (MG)
- Пиражуи (SP)
- Пирамбу (SE)
- Пиранга (MG)
- Пиранги (SP)
- Пирангусу (MG)
- Пирангиню (MG)
- Пираняс (AL)
- Пираняс (GO)
- Пирапемас (MA)
- Пирапетинга (MG)
- Пирапо (RS)
- Пирапора (MG)
- Пирапора до Бон Жезус (SP)
- Пирапозиню (SP)
- Пиракуара (PR)
- Пираке (TO)
- Пирасунунга (SP)
- Пиратини (RS)
- Пиратининга (SP)
- Пиратуба (SC)
- Пирауба (MG)
- Пиренополис (GO)
- Пирис до Риу (GO)
- Пирис Ферейра (CE)
- Пирипа (BA)
- Пирипири (PI)
- Пиритиба (BA)
- Пирпиритуба (PB)
- Писара (PA)
- Питанга (PR)
- Питангейрас (PR)
- Питангейрас (SP)
- Питанги (MG)
- Питимбу (PB)
- Пиун (TO)
- Пиума (ES)
- Пиуи (MG)

- Плакас (PA)
- Планалтина (GO)
- Планалтина до Парана (PR)
- Планалтино (BA)
- Планалто (BA)
- Планалто (PR)
- Планалто (RS)
- Планалту (SP)
- Планалто Алегри (SC)
- Планалто да Сера (MT)
- Планура (MG)
- Пласидо ди Кастро (AC)
- Платина (SP)

- Поа (SP)
- Пожука (BA)
- Покрани (MG)
- Полони (SP)
- Помбал (PB)
- Помбус (PE)
- Помероди (SC)
- Помпеу (MG)
- Помпея (SP)
- Понгаи (SP)
- Понта Гроса (PR)
- Понта ди Педрас (PA)
- Понта Пора (MS)
- Понтал (SP)
- Понтал до Арагуая (MT)
- Понтал до Парана (PR)
- Понталина (GO)
- Понталинда (SP)
- Понтау (RS)
- Понти Алта (SC)
- Понти Алта до Бон Жезус (TO)
- Понти Алта до Норти (SC)
- Понти Алта до Токантинс (TO)
- Понти Бранка (MT)
- Понти Нова (MG)
- Понти Прета (RS)
- Понти Серада (SC)
- Понтис Жестал (SP)
- Понтис и Ласерда (MT)
- Понту Белу (ES)
- Понту дос Волантис (MG)
- Понту Нову (BA)
- Понту Шики (MG)
- Популина (SP)
- Поранга (CE)
- Порангаба (SP)
- Порангату (GO)
- Порекату (PR)
- Порсиункула (RJ)
- Порталегри (RN)
- Портау (RS)
- Портейрас (CE)
- Портейрау (GO)
- Портейриня (MG)
- Портел (PA)
- Портел (PI)
- Портеландия (GO)
- Порто Акри (AC)
- Порто Алегри (RS)
- Порту Алегри до Норти (MT)
- Порту Алегри до Пиауи (PI)
- Порту Алегри до Токантинс (TO)
- Порту Амазонас (PR)
- Порту Барейру (PR)
- Порту Белу (SC)
- Порто Валтер (AC)
- Порто Вельо (RO)
- Порту Вера Крус (RS)
- Порту Витория (PR)
- Порто Гранди (AP)
- Порту да Фоля (SE)
- Порту ди Мос (PA)
- Порту ди Педрас (AL)
- Порту до Манги (RN)
- Порту дос Гаушус (MT)
- Порту Есперидиау (MT)
- Порту Естрела (MT)
- Порту Калву (AL)
- Порту Лусена (RS)
- Порту Мауа (RS)
- Порту Муртиню (MS)
- Порту Насионал (TO)
- Порту Реал (RJ)
- Порту Реал до Колежиу (AL)
- Порту Рику (PR)
- Порту Рику до Мараняо (MA)
- Порту Сегуру (BA)
- Порту Униау (SC)
- Порту Фелис (SP)
- Порту Ферейра (SP)
- Порту Фирми (MG)
- Порту Франку (MA)
- Порту Шавиер (RS)
- Посау (PE)
- Посау ди Педрас (MA)
- Поси (GO)
- Посинюс (PB)
- Посойнс (BA)
- Посоне (MT)
- Посу Бранку (RN)
- Посу Верди (SE)
- Посу Дантас (PB)
- Посу дас Антас (RS)
- Посу дас Триншейрас (AL)
- Посу ди Жузе ди Моура (PB)
- Посу Редонду (SE)
- Посу Фунду (MG)
- Посус ди Калдас (MG)
- Поте (MG)
- Потенги (CE)
- Потин (SP)
- Потирагуа (BA)
- Потирендаба (SP)
- Потиретама (CE)
- Поусу Алегри (MG)
- Поусу Алту (MG)
- Поусу Нову (RS)
- Поусу Редонду (SC)
- Пошореу (MT)

- Прадополис (SP)
- Праду (BA)
- Праду Ферейра (PR)
- Прадус (MG)
- Праиня (PA)
- Пракууба (AP)
- Праншита (PR)
- Прасиня (SP)
- Прата (MG)
- Прата (PB)
- Прата до Пиауи (PI)
- Пратания (SP)
- Пратаполис (MG)
- Пратиня (MG)
- Прая Гранди (SC)
- Прая Гранди (SP)
- Прая Норти (TO)
- Президенти Алвис (SP)
- Президенти Бернардис (MG)
- Президенти Бернардис (SP)
- Президенти Варгас (MA)
- Президенти Венсеслау (SP)
- Президенти Дутра (BA)
- Президенти Дутра (MA)
- Президенти Епитасиу (SP)
- Президенти Жаниу Куадрус (BA)
- Президенти Жетулиу (SC)
- Президенти Жуселину (MA)
- Президенти Жуселину (MG)
- Президенти Кастелу Бранку (PR)
- Президенти Кастелу Бранку (SC)
- Президенти Кенеди (ES)
- Президенти Кенеди (TO)
- Президенти Кубичек (MG)
- Президенти Лусена (RS)
- Президенти Медиси (MA)
- Президенти Медиси (RO)
- Президенти Нереу (SC)
- Президенти Олегарио (MG)
- Президенти Пруденти (SP)
- Президенти Сарней (MA)
- Президенти Танкреду Невис (BA)
- Президенти Фигейреду (AM)
- Примавера (PA)
- Примавера (PE)
- Примавера ди Рондония (RO)
- Примавера до Лести (MT)
- Примейра Крус (MA)
- Примейру ди Маю (PR)
- Принсеза (SC)
- Принсеза Исабел (PB)
- Прогресу (RS)
- Промисау (SP)
- Проприа (SE)
- Протасиу Алвис (RS)
- Професор Жамил (GO)
- Пруденти ди Морайс (MG)
- Прудентополис (PR)

- Пугмил (TO)
- Пуреза (RN)
- Путинга (RS)
- Пушинана (PB)

### Р
- Рамиландия (PR)
- Раншария (SP)
- Раншу Алегри (PR)
- Раншу Алегри д'Оести (PR)
- Раншу Кеймаду (SC)
- Рапоза (MA)
- Рапозус (MG)
- Раул Соарис (MG)
- Рафаел Годейру (RN)
- Рафаел Жамбейру (BA)
- Рафаел Фернандис (RN)
- Рафард (SP)

- Реалеза (PR)
- Ребоусас (PR)
- Реденсау (PA)
- Реденсау (CE)
- Реденсау да Сера (SP)
- Реденсау до Гургея (PI)
- Редентора (RS)
- Редуту (MG)
- Реженерасау (PI)
- Реженти Фейжо (SP)
- Режинополис (SP)
- Режистру (SP)
- Резенди (RJ)
- Резенди Коста (MG)
- Резерва (PR)
- Резерва до Игуасу (PR)
- Резерва до Кабасал (MT)
- Рекрею (MG)
- Рекурсоландия (TO)
- Релваду (RS)
- Ремансу (BA)
- Ремижиу (PB)
- Ренасенса (PR)
- Рериутаба (CE)
- Ресакиня (MG)
- Ресифи (PE)
- Респлендор (MG)
- Рестинга (SP)
- Рестинга Сека (RS)
- Ретироландия (BA)

- Риалма (GO)
- Рианаполис (GO)
- Риашау (MA)
- Риашау (PB)
- Риашау дас Невис (BA)
- Риашау до Бакамарти (PB)
- Риашау до Дантас (SE)
- Риашау до Жакуипи (BA)
- Риашау до Посу (PB)
- Риашиню (MG)
- Риашиню (TO)
- Риашу да Круз (RN)
- Риашу дас Алмас (PE)
- Риашу ди Сантана (BA)
- Риашу ди Сантана (RN)
- Риашу ди Санту Антонио (PB)
- Риашу дос Кавалус (PB)
- Риашу дос Машадус (MG)
- Риашу Фриу (PI)
- Риашуелу (RN)
- Риашуелу (SE)
- Рибамар Фикени (MA)
- Рибас до Рио Парду (MS)
- Рибейра (SP)
- Рибейра до Ампару (BA)
- Рибейра до Пиауи (PI)
- Рибейра до Помбал (BA)
- Рибейрау (PE)
- Рибейрау Бониту (SP)
- Рибейрау Бранку (SP)
- Рибейрау Вермелю (MG)
- Рибейрау Гранди (SP)
- Рибейрау дас Невис (MG)
- Рибейрау до Ларгу (BA)
- Рибейрау до Пинял (PR)
- Рибейрау до Сул (SP)
- Рибейрау дос Индиус (SP)
- Рибейрау Каскалейра (MT)
- Рибейрау Клару (PR)
- Рибейрау Коренти (SP)
- Рибейрау Пирис (SP)
- Рибейрао Прето (SP)
- Рибейраозиньо (MT)
- Рибейрополис (SE)
- Рибейру Гонсалвис (PI)
- Риверсул (SP)
- Рикеза (SC)
- Ринкау (SP)
- Ринополис (SP)
- Риозиню (RS)
- Риоландия (SP)
- Рио Азул (PR)
- Рио Асима (MG)
- Рио Бананал (ES)
- Рио Бон (PR)
- Рио Бониту (RJ)
- Рио Бониту до Игуасу (PR)
- Рио Бранко (AC)
- Рио Бранку (MT)
- Рио Бранку до Иваи (PR)
- Рио Бранку до Сул (PR)
- Рио Брилянти (MS)
- Рио Верди (GO)
- Рио Верди ди Мато Гросо (MS)
- Рио Вермелю (MG)
- Рио Гранди (RS)
- Рио Гранди да Сера (SP)
- Рио Гранди до Пиауи (PI)
- Рио да Консейсау (TO)
- Рио дас Антас (SC)
- Рио дас Контас (BA)
- Рио дас Острас (RJ)
- Рио дас Педрас (SP)
- Рио дас Флорис (RJ)
- Рио ди Жанейру (RJ)
- Рио Доси (MG)
- Рио до Антонио (BA)
- Рио до Кампо (SC)
- Рио до Пирис (BA)
- Рио до Праду (MG)
- Рио до Сул (SC)
- Рио до Оести (SC)
- Рио до Фогу (RN)
- Рио дос Бойс (TO)
- Рио дос Индиус (RS)
- Рио дос Седрус (SC)
- Рио Еспера (MG)
- Рио Каска (MG)
- Рио Кенти (GO)
- Рио Клару (RJ)
- Рио Клару (SP)
- Рио Креспу (RO)
- Рио Ларгу (AL)
- Рио Мансу (MG)
- Рио Мария (PA)
- Рио Негриню (SC)
- Рио Негро (MS)
- Рио Негро (PR)
- Рио Нову (MG)
- Рио Нову до Сул (ES)
- Рио Парду (RS)
- Рио Парду ди Минас (MG)
- Рио Парнаиба (MG)
- Рио Пирасикаба (MG)
- Рио Помба (MG)
- Рио Прету (MG)
- Рио Прету да Ева (AM)
- Рио Реал (BA)
- Рио Руфину (SC)
- Рио Сону (TO)
- Рио Тинту (PB)
- Рио Формозу (PE)
- Рио Фортуна (SC)
- Ритаполис (MG)
- Рифайна (SP)

- Родейро (MG)
- Роделас (BA)
- Родейо (SC)
- Родею Бониту (RS)
- Родолфу Фернандис (RN)
- Родригис Алвис (AC)
- Розана (SP)
- Розарио (MA)
- Розарио да Лимейра (MG)
- Розарио до Иваи (PR)
- Розарио до Катети (SE)
- Розарио до Сул (RS)
- Розарио Оести (MT)
- Розейра (SP)
- Рока Салис (RS)
- Роки Гонзалис (RS)
- Роладор (RS)
- Роландия (PR)
- Роланти (RS)
- Ролин ди Моура (RO)
- Ромария (MG)
- Ромеландия (SC)
- Ронда Алта (RS)
- Рондиня (RS)
- Рондоландия (MT)
- Рондон (PR)
- Рондон до Пара (PA)
- Рондонополис (MT)
- Ронкадор (PR)
- Рорайнополис (RR)
- Ротейру (AL)
- Рошеду (MS)
- Рошеду ди Минас (MG)

- Рубелита (MG)
- Рубиасеа (SP)
- Рубиатаба (GO)
- Рубин (MG)
- Рубинея (SP)
- Руй Барбоза (BA)
- Руй Барбоза (RN)
- Рурополис (PA)
- Русас (CE)

### С
- Sabará (MG)
- Sabáudia (PR)
- Sabinópolis (MG)
- Sabino (SP)
- Saboeiro (CE)
- Sacramento (MG)
- Sagrada Família (RS)
- Sagres (SP)
- Sairé (PE)
- Saldanha Marinho (RS)
- Sales (SP)
- Sales Oliveira (SP)
- Salesópolis (SP)
- Salete (SC)
- Salgadinho (PB)
- Salgadinho (PE)
- Salgado (SE)
- Salgado de São Félix (PB)
- Salgado Filho (PR)
- Salgueiro (PE)
- Salinas da Margarida (BA)
- Salinas (MG)
- Salinópolis (PA)
- Salitre (CE)
- Salmourão (SP)
- Saloá (PE)
- Saltinho (SC)
- Saltinho (SP)
- Salto (SP)
- Salto da Divisa (MG)
- Salto de Pirapora (SP)
- Salto do Céu (MT)
- Salto do Itararé (PR)
- Salto do Jacuí (RS)
- Salto do Lontra (PR)
- Salto Grande (SP)
- Salto Veloso (SC)
- Салвадор (BA)
- Salvador das Missões (RS)
- Salvador do Sul (RS)
- Salvaterra (PA)
- Sambaíba (MA)
- Sampaio (TO)
- Sananduva (RS)
- Sanclerlândia (GO)
- Sandolândia (TO)
- Sandovalina (SP)
- Sangão (SC)
- Sanharó (PE)
- Santa Adélia (SP)
- Santa Albertina (SP)
- Santa Amélia (PR)
- Santa Bárbara (BA)
- Santa Bárbara (MG)
- Santa Bárbara de Goiás (GO)
- Santa Bárbara do Leste (MG)
- Santa Bárbara do Monte Verde (MG)
- Santa Bárbara do Pará (PA)
- Santa Bárbara do Sul (RS)
- Santa Bárbara do Tugúrio (MG)
- Santa Bárbara d'Oeste (SP)
- Santa Branca (SP)
- Santa Brígida (BA)
- Santa Carmem (MT)
- Santa Cecília (PB)
- Santa Cecília (SC)
- Santa Cecília do Pavão (PR)
- Santa Cecília do Sul (RS)
- Santa Clara do Sul (RS)
- Santa Clara d'Oeste (SP)
- Santa Cruz (PB)
- Santa Cruz (PE)
- Santa Cruz (RN)
- Santa Cruz Cabrália (BA)
- Santa Cruz da Baixa Verde (PE)
- Santa Cruz da Conceição (SP)
- Santa Cruz da Esperança (SP)
- Santa Cruz da Vitória (BA)
- Santa Cruz das Palmeiras (SP)
- Santa Cruz de Goiás (GO)
- Santa Cruz de Minas (MG)
- Santa Cruz de Monte Castelo (PR)
- Santa Cruz de Salinas (MG)
- Santa Cruz do Arari (PA)
- Santa Cruz do Capibaribe (PE)
- Santa Cruz do Escalvado (MG)
- Santa Cruz do Piauí (PI)
- Santa Cruz do Rio Pardo (SP)
- Santa Cruz do Sul (RS)
- Santa Cruz do Xingu (MT)
- Santa Cruz dos Milagres (PI)
- Santa Efigênia de Minas (MG)
- Santa Ernestina (SP)
- Santa Fé (PR)
- Santa Fé de Goiás (GO)
- Santa Fé de Minas (MG)
- Santa Fé do Araguaia (TO)
- Santa Fé do Sul (SP)
- Santa Filomena (PE)
- Santa Filomena (PI)
- Santa Filomena do Maranhão (MA)
- Santa Gertrudes (SP)
- Santa Helena (MA)
- Santa Helena (PB)
- Santa Helena (PR)
- Santa Helena (SC)
- Santa Helena de Goiás (GO)
- Santa Helena de Minas (MG)
- Santa Inês (BA)
- Santa Inês (MA)
- Santa Inês (PB)
- Santa Inês (PR)
- Santa Isabel (GO)
- Santa Isabel (SP)
- Santa Isabel do Ivaí (PR)
- Santa Isabel do Pará (PA)
- Santa Isabel do Rio Negro (AM)
- Santa Izabel do Oeste (PR)
- Santa Juliana (MG)
- Santa Leopoldina (ES)
- Santa Lúcia (PR)
- Santa Lúcia (SP)
- Santa Luz (PI)
- Santa Luzia (BA)
- Santa Luzia (MA)
- Santa Luzia (MG)
- Santa Luzia (PB)
- Santa Luzia d'Oeste (RO)
- Santa Luzia do Itanhy (SE)
- Santa Luzia do Norte (AL)
- Santa Luzia do Pará (PA)
- Santa Luzia do Paruá (MA)
- Santa Margarida (MG)
- Santa Margarida do Sul (RS)
- Santa Maria (RN)
- Santa Maria (RS)
- Santa Maria da Boa Vista (PE)
- Santa Maria das Barreiras (PA)
- Santa Maria da Serra (SP)
- Santa Maria da Vitória (BA)
- Santa Maria de Itabira (MG)
- Santa Maria do Cambucá (PE)
- Santa Maria do Herval (RS)
- Santa Maria de Jetibá (ES)
- Santa Maria do Oeste (PR)
- Santa Maria do Pará (PA)
- Santa Maria do Salto (MG)
- Santa Maria do Suaçuí (MG)
- Santa Maria do Tocantins (TO)
- Santa Maria Madalena (RJ)
- Santa Mariana (PR)
- Santa Mercedes (SP)
- Santa Mônica (PR)
- Santa Quitéria (CE)
- Santa Quitéria do Maranhão (MA)
- Santa Rita (MA)
- Santa Rita (PB)
- Santa Rita de Caldas (MG)
- Santa Rita de Cássia (BA)
- Santa Rita de Jacutinga (MG)
- Santa Rita de Minas (MG)
- Santa Rita do Araguaia (GO)
- Santa Rita d'Oeste (SP)
- Santa Rita de Ibitipoca (MG)
- Santa Rita do Itueto (MG)
- Santa Rita do Novo Destino (GO)
- Santa Rita do Pardo (MS)
- Santa Rita do Passa-Quatro (SP)
- Santa Rita do Sapucaí (MG)
- Santa Rita do Tocantins (TO)
- Santa Rita do Trivelato (MT)
- Santa Rosa (RS)
- Santa Rosa da Serra (MG)
- Santa Rosa de Goiás (GO)
- Santa Rosa de Lima (SC)
- Santa Rosa de Lima (SE)
- Santa Rosa de Viterbo (SP)
- Santa Rosa do Piauí (PI)
- Санта Роза до Пурус (AC)
- Santa Rosa do Sul (SC)
- Santa Rosa do Tocantins (TO)
- Santa Salete (SP)
- Santa Teresa (ES)
- Santa Teresinha (BA)
- Santa Teresinha (PB)
- Santa Tereza (RS)
- Santa Tereza de Goiás (GO)
- Santa Tereza do Oeste (PR)
- Santa Tereza do Tocantins (TO)
- Santa Terezinha (MT)
- Santa Terezinha (PE)
- Santa Terezinha (SC)
- Santa Terezinha de Goiás (GO)
- Santa Terezinha de Itaipu (PR)
- Santa Terezinha do Progresso (SC)
- Santa Terezinha do Tocantins (TO)
- Santa Vitória (MG)
- Santa Vitória do Palmar (RS)
- Santaluz (BA)
- Сантана (AP)
- Santana (BA)
- Santana da Boa Vista (RS)
- Santana da Ponte Pensa (SP)
- Santana da Vargem (MG)
- Santana de Cataguases (MG)
- Santana do Ipanema (AL)
- Santana de Mangueira (PB)
- Santana de Parnaíba (SP)
- Santana de Pirapama (MG)
- Santana do Acaraú (CE)
- Santana do Araguaia (PA)
- Santana do Cariri (CE)
- Santana do Deserto (MG)
- Santana do Garambéu (MG)
- Santana do Itararé (PR)
- Santana do Jacaré (MG)
- Santana do Livramento (RS)
- Santana do Manhuaçu (MG)
- Santana do Maranhão (MA)
- Santana do Matos (RN)
- Santana do Mundaú (AL)
- Santana do Paraíso (MG)
- Santana do Piauí (PI)
- Santana do Riacho (MG)
- Santana do São Francisco (SE)
- Santana do Seridó (RN)
- Santana dos Garrotes (PB)
- Santana dos Montes (MG)
- Santanópolis (BA)
- Santarém (PA)
- Santarém (PB)
- Santarém Novo (PA)
- Santiago (RS)
- Santiago do Sul (SC)
- Santo Afonso (MT)
- Santo Amaro (BA)
- Santo Amaro da Imperatriz (SC)
- Santo Amaro das Brotas (SE)
- Santo Amaro do Maranhão (MA)
- Santo Anastácio (SP)
- Санто Андре (PB)
- Санто Андре (SP)
- Santo Ângelo (RS)
- Santo Antônio (RN)
- Santo Antônio da Alegria (SP)
- Santo Antônio da Barra (GO)
- Santo Antônio da Patrulha (RS)
- Santo Antônio da Platina (PR)
- Santo Antônio de Posse (SP)
- Santo Antônio das Missões (RS)
- Santo Antônio de Goiás (GO)
- Santo Antônio de Jesus (BA)
- Santo Antônio de Lisboa (PI)
- Santo Antônio de Pádua (RJ)
- Santo Antônio do Amparo (MG)
- Santo Antônio do Aracanguá (SP)
- Santo Antônio do Aventureiro (MG)
- Santo Antônio do Caiuá (PR)
- Santo Antônio do Descoberto (GO)
- Santo Antônio do Grama (MG)
- Santo Antônio do Içá (AM)
- Santo Antônio do Itambé (MG)
- Santo Antônio do Jacinto (MG)
- Santo Antônio do Jardim (SP)
- Santo Antônio do Leste (MT)
- Santo Antônio do Leverger (MT)
- Santo Antônio do Monte (MG)
- Santo Antônio do Palma (RS)
- Santo Antônio do Paraíso (PR)
- Santo Antônio do Pinhal (SP)
- Santo Antônio do Planalto (RS)
- Santo Antônio do Retiro (MG)
- Santo Antônio do Rio Abaixo (MG)
- Santo Antônio dos Lopes (MA)
- Santo Antônio dos Milagres (PI)
- Santo Antônio do Sudoeste (PR)
- Santo Antônio do Tauá (PA)
- Santo Augusto (RS)
- Santo Cristo (RS)
- Santo Estêvão (BA)
- Santo Expedito (SP)
- Santo Expedito do Sul (RS)
- Santo Hipólito (MG)
- Santo Inácio (PR)
- Santo Inácio do Piauí (PI)
- Santópolis do Aguapeí (SP)
- Сантос (SP)
- Santos Dumont (MG)
- São Benedito (CE)
- São Benedito do Rio Preto (MA)
- São Benedito do Sul (PE)
- São Bento (MA)
- São Bento (PB)
- São Bento Abade (MG)
- São Bento de Pombal (PB)
- São Bento do Norte (RN)
- São Bento do Sapucaí (SP)
- São Bento do Sul (SC)
- São Bento do Tocantins (TO)
- São Bento do Trairi (RN)
- São Bento do Una (PE)
- São Bernardino (SC)
- São Bernardo (MA)
- Сао Бернардо до Кампо (SP)
- São Bonifácio (SC)
- São Borja (RS)
- São Brás (AL)
- São Brás do Suaçuí (MG)
- São Braz do Piauí (PI)
- São Caetano (PE)
- São Caetano de Odivelas (PA)
- São Caetano do Sul (SP)
- São Carlos do Ivaí (PR)
- São Carlos (SC)
- São Carlos (SP)
- São Cristóvão (SE)
- São Cristóvão do Sul (SC)
- São Desidério (BA)
- São Domingos (BA)
- São Domingos (GO)
- São Domingos (PB)
- São Domingos (SC)
- São Domingos (SE)
- São Domingos das Dores (MG)
- São Domingos do Araguaia (PA)
- São Domingos do Azeitão (MA)
- São Domingos do Capim (PA)
- São Domingos do Cariri (PB)
- São Domingos do Maranhão (MA)
- São Domingos do Norte (ES)
- São Domingos do Prata (MG)
- São Domingos do Sul (RS)
- São Felipe (BA)
- São Felipe d'Oeste (RO)
- São Félix (BA)
- São Félix de Balsas (MA)
- São Félix de Minas (MG)
- São Félix do Araguaia (MT)
- São Félix do Coribe (BA)
- São Félix do Piauí (PI)
- São Félix do Tocantins (TO)
- São Félix do Xingu (PA)
- São Fernando (RN)
- São Fidélis (RJ)
- São Francisco (MG)
- São Francisco (PB)
- São Francisco (SE)
- São Francisco (SP)
- São Francisco de Assis do Piauí (PI)
- São Francisco de Assis (RS)
- São Francisco de Goiás (GO)
- São Francisco de Itabapoana (RJ)
- São Francisco de Paula (MG)
- São Francisco de Paula (RS)
- São Francisco de Sales (MG)
- São Francisco do Brejão (MA)
- São Francisco do Conde (BA)
- São Francisco do Glória (MG)
- São Francisco do Guaporé (RO)
- São Francisco do Maranhão (MA)
- São Francisco do Oeste (RN)
- São Francisco do Pará (PA)
- São Francisco do Piauí (PI)
- São Francisco do Sul (SC)
- São Gabriel (BA)
- São Gabriel (RS)
- São Gabriel da Cachoeira (AM)
- São Gabriel da Palha (ES)
- São Gabriel do Oeste (MS)
- São Geraldo (MG)
- São Geraldo da Piedade (MG)
- São Geraldo do Araguaia (PA)
- São Geraldo do Baixio (MG)
- Сао Гонсало (RJ)
- São Gonçalo do Abaeté (MG)
- São Gonçalo do Amarante (CE)
- São Gonçalo do Amarante (RN)
- São Gonçalo do Gurgueia (PI)
- São Gonçalo do Pará (MG)
- São Gonçalo do Piauí (PI)
- São Gonçalo do Rio Abaixo (MG)
- São Gonçalo do Rio Preto (MG)
- São Gonçalo do Sapucaí (MG)
- São Gonçalo dos Campos (BA)
- São Gotardo (MG)
- São Jerônimo (RS)
- São Jerônimo da Serra (PR)
- São João (PE)
- São João (PR)
- São João Batista do Glória (MG)
- São João Batista (MA)
- São João Batista (SC)
- Сао Жоао да Бализа (RR)
- São João da Barra (RJ)
- São João da Boa Vista (SP)
- São João da Canabrava (PI)
- São João da Fronteira (PI)
- São João da Lagoa (MG)
- São João d'Aliança (GO)
- São João da Mata (MG)
- São João da Paraúna (GO)
- São João da Ponta (PA)
- São João da Ponte (MG)
- São João das Duas Pontes (SP)
- São João da Serra (PI)
- São João das Missões (MG)
- São João da Urtiga (RS)
- São João da Varjota (PI)
- São João de Iracema (SP)
- São João del-Rei (MG)
- Сао Жоао ди Мерити (RJ)
- São João de Pirabas (PA)
- São João do Araguaia (PA)
- São João do Arraial (PI)
- São João do Caiuá (PR)
- São João do Cariri (PB)
- São João do Caru (MA)
- São João do Itaperiú (SC)
- São João do Ivaí (PR)
- São João do Jaguaribe (CE)
- São João do Manhuaçu (MG)
- São João do Manteninha (MG)
- São João do Oeste (SC)
- São João do Oriente (MG)
- São João do Pacuí (MG)
- São João do Paraíso (MA)
- São João do Paraíso (MG)
- São João do Pau d'Alho (SP)
- São João do Piauí (PI)
- São João do Polêsine (RS)
- São João do Rio do Peixe (PB)
- São João do Sabugi (RN)
- São João do Soter (MA)
- São João dos Patos (MA)
- São João do Sul (SC)
- São João do Tigre (PB)
- São João do Triunfo (PR)
- São João Evangelista (MG)
- São João Nepomuceno (MG)
- São Joaquim da Barra (SP)
- São Joaquim de Bicas (MG)
- São Joaquim do Monte (PE)
- São Joaquim (SC)
- São Jorge (RS)
- São Jorge d'Oeste (PR)
- São Jorge do Ivaí (PR)
- São Jorge do Patrocínio (PR)
- São José (SC)
- São José da Barra (MG)
- São José da Bela Vista (SP)
- São José da Boa Vista (PR)
- São José da Coroa Grande (PE)
- São José da Laje (AL)
- São José da Lagoa Tapada (PB)
- São José da Lapa (MG)
- São José da Safira (MG)
- São José das Missões (RS)
- São José das Palmeiras (PR)
- São José da Tapera (AL)
- São José da Varginha (MG)
- São José da Vitória (BA)
- São José de Caiana (PB)
- São José de Espinharas (PB)
- São José de Mipibu (RN)
- São José de Piranhas (PB)
- São José de Princesa (PB)
- São José de Ribamar (MA)
- São José de Ubá (RJ)
- São José do Alegre (MG)
- São José do Barreiro (SP)
- São José do Belmonte (PE)
- São José do Bonfim (PB)
- São José do Brejo do Cruz (PB)
- São José do Calçado (ES)
- São José do Campestre (RN)
- São José do Cedro (SC)
- São José do Cerrito (SC)
- São José do Divino (MG)
- São José do Divino (PI)
- São José do Egito (PE)
- São José do Goiabal (MG)
- São José do Herval (RS)
- São José do Hortêncio (RS)
- São José do Inhacorá (RS)
- São José do Jacuípe (BA)
- São José do Jacuri (MG)
- São José do Mantimento (MG)
- São José do Norte (RS)
- São José do Ouro (RS)
- São José do Peixe (PI)
- São José do Piauí (PI)
- São José do Povo (MT)
- São José do Rio Claro (MT)
- São José do Rio Pardo (SP)
- Сао Жозе до Рио Прето (SP)
- São José do Sabugi (PB)
- São José dos Ausentes (RS)
- São José dos Basílios (MA)
- Сао Жозе дос Кампос (SP)
- São José dos Cordeiros (PB)
- São José do Seridó (RN)
- São José dos Pinhais (PR)
- São José dos Quatro Marcos (MT)
- São José dos Ramos (PB)
- São José do Sul (RS)
- São José do Vale do Rio Preto (RJ)
- São José do Xingu (MT)
- São Julião (PI)
- São Leopoldo (RS)
- São Lourenço (MG)
- São Lourenço da Mata (PE)
- São Lourenço da Serra (SP)
- São Lourenço do Oeste (SC)
- São Lourenço do Piauí (PI)
- São Lourenço do Sul (RS)
- São Ludgero (SC)
- Сао Луис (MA)
- Сао Луис (RR)
- São Luís de Montes Belos (GO)
- São Luís do Curu (CE)
- São Luís do Norte (GO)
- São Luís do Piauí (PI)
- São Luís do Quitunde (AL)
- São Luiz do Paraitinga (SP)
- São Luiz Gonzaga (RS)
- São Luís Gonzaga do Maranhão (MA)
- São Mamede (PB)
- São Manoel do Paraná (PR)
- São Manuel (SP)
- São Marcos (RS)
- São Martinho (RS)
- São Martinho (SC)
- São Martinho da Serra (RS)
- São Mateus (ES)
- São Mateus do Maranhão (MA)
- São Mateus do Sul (PR)
- São Miguel (RN)
- São Miguel Arcanjo (SP)
- São Miguel da Baixa Grande (PI)
- São Miguel da Boa Vista (SC)
- São Miguel das Matas (BA)
- São Miguel das Missões (RS)
- São Miguel de Taipu (PB)
- São Miguel do Aleixo (SE)
- São Miguel do Anta (MG)
- São Miguel do Araguaia (GO)
- São Miguel do Gostoso (RN)
- São Miguel do Oeste (SC)
- São Miguel do Fidalgo (PI)
- São Miguel do Guamá (PA)
- Сао Мигел до Гуапоре (RO)
- São Miguel do Iguaçu (PR)
- São Miguel do Passa-Quatro (GO)
- São Miguel do Tapuio (PI)
- São Miguel do Tocantins (TO)
- São Miguel dos Campos (AL)
- São Miguel dos Milagres (AL)
- São Nicolau (RS)
- São Patrício (GO)
- Сао Пауло (SP)
- São Paulo das Missões (RS)
- São Paulo de Olivença (AM)
- São Paulo do Potengi (RN)
- São Pedro (RN)
- São Pedro (SP)
- São Pedro da Água Branca (MA)
- São Pedro da Aldeia (RJ)
- São Pedro da Cipa (MT)
- São Pedro da Serra (RS)
- São Pedro das Missões (RS)
- São Pedro da União (MG)
- São Pedro de Alcântara (SC)
- São Pedro do Butiá (RS)
- São Pedro do Iguaçu (PR)
- São Pedro do Ivaí (PR)
- São Pedro do Paraná (PR)
- São Pedro do Piauí (PI)
- São Pedro dos Crentes (MA)
- São Pedro dos Ferros (MG)
- São Pedro do Suaçuí (MG)
- São Pedro do Sul (RS)
- São Pedro do Turvo (SP)
- São Rafael (RN)
- São Raimundo do Doca Bezerra (MA)
- São Raimundo das Mangabeiras (MA)
- São Raimundo Nonato (PI)
- São Roberto (MA)
- São Romão (MG)
- São Roque (SP)
- São Roque de Minas (MG)
- São Roque do Canaã (ES)
- São Salvador do Tocantins (TO)
- Сао Себастиао (AL)
- São Sebastião (SP)
- São Sebastião da Amoreira (PR)
- São Sebastião da Bela Vista (MG)
- São Sebastião da Boa Vista (PA)
- São Sebastião da Grama (SP)
- São Sebastião da Vargem Alegre (MG)
- São Sebastião de Lagoa de Roça (PB)
- São Sebastião do Alto (RJ)
- São Sebastião do Anta (MG)
- São Sebastião do Caí (RS)
- São Sebastião do Maranhão (MG)
- São Sebastião do Oeste (MG)
- São Sebastião do Paraíso (MG)
- São Sebastião do Passé (BA)
- São Sebastião do Rio Preto (MG)
- São Sebastião do Rio Verde (MG)
- São Sebastião do Tocantins (TO)
- São Sebastião do Uatumã (AM)
- São Sebastião do Umbuzeiro (PB)
- São Sepé (RS)
- São Simão (GO)
- São Simão (SP)
- São Tiago (MG)
- São Tomás de Aquino (MG)
- São Tomé das Letras (MG)
- São Tomé (PR)
- São Tomé (RN)
- São Valentim do Sul (RS)
- São Valentim (RS)
- São Valério da Natividade (TO)
- São Valério do Sul (RS)
- São Vendelino (RS)
- Сао Висенти (RN)
- Сао Висенти (SP)
- São Vicente de Minas (MG)
- São Vicente do Sul (RS)
- São Vicente Ferrer (MA)
- São Vicente Férrer (PE)
- Sapeaçu (BA)
- Sapé (PB)
- Sapezal (MT)
- Sapiranga (RS)
- Sapopema (PR)
- Sapucaia do Sul (RS)
- Sapucaia (PA)
- Sapucaia (RJ)
- Sapucaí-Mirim (MG)
- Saquarema (RJ)
- Sarandi (PR)
- Sarandi (RS)
- Sarapuí (SP)
- Sardoá (MG)
- Sarutaiá (SP)
- Sarzedo (MG)
- Sátiro Dias (BA)
- Satuba (AL)
- Satubinha (MA)
- Saubara (BA)
- Saudade do Iguaçu (PR)
- Saudades (SC)
- Saúde (BA)

- Ceará-Mirim (RN)
- Cedral (MA)
- Cedral (SP)
- Cedro (CE)
- Cedro (PE)
- Cedro de São João (SE)
- Cedro do Abaeté (MG)
- Celso Ramos (SC)
- Centenário (RS)
- Centenário (TO)
- Centenário do Sul (PR)
- Central (BA)
- Central de Minas (MG)
- Central do Maranhão (MA)
- Centralina (MG)
- Centro do Guilherme (MA)
- Centro Novo do Maranhão (MA)
- Cerejeiras (RO)
- Ceres (GO)
- Cerqueira César (SP)
- Cerquilho (SP)
- Cerrito (RS)
- Cerro Azul (PR)
- Cerro Branco (RS)
- Cerro Corá (RN)
- Cerro Grande do Sul (RS)
- Cerro Grande (RS)
- Cerro Largo (RS)
- Cerro Negro (SC)
- Cesário Lange (SP)
- Céu Azul (PR)
- Cezarina (GO)
- Seabra (BA)
- Seara (SC)
- Sebastianópolis do Sul (SP)
- Sebastião Barros (PI)
- Sebastião Laranjeiras (BA)
- Sebastião Leal (PI)
- Seberi (RS)
- Sede Nova (RS)
- Segredo (RS)
- Selbach (RS)
- Selvíria (MS)
- Sem-Peixe (MG)
- Senador Alexandre Costa (MA)
- Senador Amaral (MG)
- Senador Canedo (GO)
- Senador Cortes (MG)
- Senador Elói de Souza (RN)
- Senador Firmino (MG)
- Senador Georgino Avelino (RN)
- Сенадор Гиомард (AC)
- Senador José Bento (MG)
- Senador José Porfírio (PA)
- Senador La Rocque (MA)
- Senador Modestino Gonçalves (MG)
- Senador Pompeu (CE)
- Senador Rui Palmeira (AL)
- Senador Sá (CE)
- Senador Salgado Filho (RS)
- Сена Мадурейра (AC)
- Sengés (PR)
- Senhor do Bonfim (BA)
- Senhora de Oliveira (MG)
- Senhora do Porto (MG)
- Senhora dos Remédios (MG)
- Sentinela do Sul (RS)
- Sento Sé (BA)
- Serafina Corrêa (RS)
- Sericita (MG)
- Seridó (PB)
- Серингейрас (RO)
- Sério (RS)
- Seritinga (MG)
- Seropédica (RJ)
- Serra Alta (SC)
- Serra Azul (SP)
- Serra Azul de Minas (MG)
- Serra Branca (PB)
- Serra Caiada (RN)
- Serra da Raiz (PB)
- Serra da Saudade (MG)
- Serra de São Bento (RN)
- Serra do Mel (RN)
- Сера до Навио (AP)
- Serra do Ramalho (BA)
- Serra do Salitre (MG)
- Serra dos Aimorés (MG)
- Serra Dourada (BA)
- Сера (ES)
- Serra Grande (PB)
- Serra Negra (SP)
- Serra Negra do Norte (RN)
- Serra Nova Dourada (MT)
- Serra Preta (BA)
- Serra Redonda (PB)
- Serra Talhada (PE)
- Serrana (SP)
- Serrania (MG)
- Serrano do Maranhão (MA)
- Serranópolis de Minas (MG)
- Serranópolis do Iguaçu (PR)
- Serranópolis (GO)
- Serranos (MG)
- Serraria (PB)
- Serrinha (BA)
- Serrinha (RN)
- Serrinha dos Pintos (RN)
- Serrita (PE)
- Serrolândia (BA)
- Serro (MG)
- Sertaneja (PR)
- Sertânia (PE)
- Sertanópolis (PR)
- Sertão (RS)
- Sertão Santana (RS)
- Sertãozinho (PB)
- Sertãozinho (SP)
- Sete Barras (SP)
- Sete de Setembro (RS)
- Sete Lagoas (MG)
- Sete Quedas (MS)
- Setubinha (MG)
- Severiano de Almeida (RS)
- Severiano Melo (RN)
- Severínia (SP)

- Cianorte (PR)
- Cícero Dantas (BA)
- Cidade Gaúcha (PR)
- Cidade Ocidental (GO)
- Cidelândia (MA)
- Cidreira (RS)
- Cipó (BA)
- Cipotânea (MG)
- Ciríaco (RS)
- Siderópolis (SC)
- Sidrolândia (MS)
- Sigefredo Pacheco (PI)
- Silva Jardim (RJ)
- Silvânia (GO)
- Silvanópolis (TO)
- Silveira Martins (RS)
- Silveirânia (MG)
- Silveiras (SP)
- Silves (AM)
- Silvianópolis (MG)
- Simão Dias (SE)
- Simão Pereira (MG)
- Simões (PI)
- Simões Filho (BA)
- Simolândia (GO)
- Simonésia (MG)
- Simplício Mendes (PI)
- Sinimbu (RS)
- Sinop (MT)
- Siqueira Campos (PR)
- Sirinhaém (PE)
- Siriri (SE)
- Sítio do Mato (BA)
- Sítio do Quinto (BA)
- Sítio d'Abadia (GO)
- Sítio Novo do Tocantins (TO)
- Sítio Novo (MA)
- Sítio Novo (RN)

- Sobradinho (BA)
- Sobradinho (RS)
- Sobrado (PB)
- Sobral (CE)
- Sobrália (MG)
- Socorro (SP)
- Socorro do Piauí (PI)
- Solânea (PB)
- Soledade (PB)
- Soledade (RS)
- Soledade de Minas (MG)
- Solidão (PE)
- Solonópole (CE)
- Sombrio (SC)
- Sonora (MS)
- Sooretama (ES)
- Сорокаба (SP)
- Sorriso (MT)
- Sossêgo (PB)
- Soure (PA)
- Sousa (PB)
- Souto Soares (BA)

- Sucupira (TO)
- Sucupira do Norte (MA)
- Sucupira do Riachão (MA)
- Sud Mennucci (SP)
- Sul Brasil (SC)
- Sulina (PR)
- Sumaré (SP)
- Sumé (PB)
- Sumidouro (RJ)
- Surubim (PE)
- Sussuapara (PI)
- Suzanápolis (SP)
- Suzano (SP)

### Т
- Табаи (RS)
- Табапора (MT)
- Табапуа (SP)
- Табатинга (AM)
- Табатинга (SP)
- Табира (PE)
- Табоау да Сера (SP)
- Табокас до Брежу Велю (BA)
- Таболейру Гранди (RN)
- Табулейру (MG)
- Табулейру до Норти (CE)
- Таварис (PB)
- Таварис (RS)
- Тагуаи (SP)
- Тагуатинга (TO)
- Тайландия (PA)
- Тайобейрас (MG)
- Тайо (SC)
- Тайпас до Токантинс (TO)
- Тайпу (RN)
- Такаимбо (PE)
- Такарату (PE)
- Такуара (RS)
- Такуарасу ди Минас (MG)
- Такуарал (SP)
- Такуарал ди Гояс (GO)
- Такуарана (AL)
- Такуари (RS)
- Такуаритинга (SP)
- Такуаритинга до Норти (PE)
- Такуаритуба (SP)
- Такуариваи (SP)
- Такуарусу до Сул (RS)
- Такуарусу (MS)
- Такуру (MS)
- Талисма (TO)
- Тамандаре (PE)
- Тамарана (PR)
- Тамбау (SP)
- Тамбоара (PR)
- Тамборил (CE)
- Тамборил до Пиауи (PI)
- Танаби (SP)
- Тангара (RN)
- Тангара (SC)
- Тангара да Сера (MT)
- Тангуа (RJ)
- Танки д'Арка (AL)
- Танки до Пиауи (PI)
- Танки Нову (BA)
- Танкиню (BA)
- Танясу (BA)
- Тапаруба (MG)
- Тапауа (AM)
- Тапежара (PR)
- Тапежара (RS)
- Тапера (RS)
- Тапероа (BA)
- Тапероа (PB)
- Тапира (MG)
- Тапира (PR)
- Тапираи (MG)
- Тапираи (SP)
- Тапирамута (BA)
- Тапиратиба (SP)
- Тапис (RS)
- Тапура (MT)
- Тарабай (SP)
- Тарауака (AC)
- Тарафас (CE)
- Тартаругалзиньо (AP)
- Тарума (SP)
- Тарумирин (MG)
- Тасиба (SP)
- Тасима (PB)
- Тасу Фрагозу (MA)
- Татуи (SP)
- Тауа (CE)
- Таубате (SP)
- Таюва (SP)
- Таясу (SP)

- Тежусуока (CE)
- Тежупа (SP)
- Тейшейра (PB)
- Тейшейра ди Фрейтас (BA)
- Тейшейра Соарис (PR)
- Тейшейрас (MG)
- Тейшейрополис (RO)
- Телемаку Борба (PR)
- Теля (SE)
- Тененти Ананиас (RN)
- Тененти Лаурентину Крус (RN)
- Тененти Портела (RS)
- Тенорио (PB)
- Теоброма (RO)
- Теодору Сампаю (BA)
- Теодору Сампаю (SP)
- Теоландия (BA)
- Теотониу Вилела (AL)
- Теофиландия (BA)
- Теофилу Отони (MG)
- Тера Алта (PA)
- Тера Боа (PR)
- Тера ди Арея (RS)
- Тера Нова (BA)
- Тера Нова (PE)
- Тера Нова до Норти (MT)
- Тера Рика (PR)
- Тера Роша (PR)
- Тера Роша (SP)
- Тера Санта (PA)
- Терезина (PI)
- Терезина ди Гояс (GO)
- Терезиня (PE)
- Терезополис (RJ)
- Терезополис ди Гояс (GO)
- Теренус (MS)
- Тесоуру (MT)
- Теутония (RS)
- Тефе (AM)

- Тиангуа (CE)
- Тибажи (PR)
- Тибау (RN)
- Тибау до Сул (RN)
- Тигринюс (SC)
- Тиете (SP)
- Тижукас (SC)
- Тижукас до Сул (PR)
- Тимбауба (PE)
- Тимбауба дос Батистас (RN)
- Тимбе до Сул (SC)
- Тимбирас (MA)
- Тимбо (SC)
- Тимбо Гранди (SC)
- Тимбури (SP)
- Тимон (MA)
- Тимотеу (MG)
- Тирадентис (MG)
- Тирадентис до Сул (RS)
- Тирус (MG)
- Тиу Угу (RS)

- Тобиас Барету (SE)
- Токантиния (TO)
- Токантинополис (TO)
- Токантинс (MG)
- Токус до Можи (MG)
- Толеду (MG)
- Толеду (PR)
- Томазина (PR)
- Томар до Жеру (SE)
- Томбус (MG)
- Томе-Асу (PA)
- Тонантинс (AM)
- Тори ди Педра (SP)
- Ториня (SP)
- Торис (RS)
- Торитама (PE)
- Торишореу (MT)
- Торопи (RS)
- Тоурус (RN)

- Трабижу (SP)
- Травесейру (RS)
- Тражану ди Морайс (RJ)
- Трайпу (AL)
- Трайрау (PA)
- Трайри (CE)
- Тракуатеуа (PA)
- Тракуняен (PE)
- Трамандаи (RS)
- Тревизу (SC)
- Трези ди Маю (SC)
- Трези Тилиас (SC)
- Тремедал (BA)
- Тремембе (SP)
- Трес Ароюс (RS)
- Трес Барас (SC)
- Трес Барас до Парана (PR)
- Трес ди Маю (RS)
- Трес Кашоейрас (RS)
- Трес Корасойнс (MG)
- Трес Короас (RS)
- Трес Лагоас (MS)
- Трес Мариас (MG)
- Трес Палмейрас (RS)
- Трес Пасус (RS)
- Трес Понтас (MG)
- Трес Раншус (GO)
- Трес Риус (RJ)
- Трес Форкиляс (RS)
- Трес Фронтейрас (SP)
- Тризидела до Вали (MA)
- Триндади (GO)
- Триндади (PE)
- Триндади до Сул (RS)
- Триунфу (PB)
- Триунфу (PE)
- Триунфу (RS)
- Триунфу Потигуар (RN)
- Тромбас (GO)
- Тромбуду Сентрал (SC)

- Тубарау (SC)
- Тукану (BA)
- Тукума (PA)
- Тукундува (RS)
- Тукуруи (PA)
- Тумиритинга (MG)
- Тунаполис (SC)
- Тунас (RS)
- Тунас до Парана (PR)
- Тунейрас до Оести (PR)
- Тунтун (MA)
- Тупа (SP)
- Тупанатинга (PE)
- Тупанди (RS)
- Тупанси до Сул (RS)
- Тупансирета (RS)
- Тупаренди (RS)
- Тупаретама (PE)
- Тупаси (PR)
- Тупасигуара (MG)
- Тупи Паулиста (SP)
- Тупирама (TO)
- Тупиратинс (TO)
- Турвания (GO)
- Турвеландия (GO)
- Турволандия (MG)
- Турву (PR)
- Турву (SC)
- Туриасу (MA)
- Туриландия (MA)
- Туриуба (SP)
- Турмалина (MG)
- Турмалина (SP)
- Туруру (CE)
- Турусу (RS)
- Тутоя (MA)
- Туфиландия (MA)
- Туюти (SP)

### У
- Уарини (AM)
- Уауа (BA)

- Убаи (MG)
- Убаира (BA)
- Убаитаба (BA)
- Убажара (CE)
- Уба (MG)
- Убапоранга (MG)
- Убарана (SP)
- Убата (BA)
- Убатуба (SP)
- Убераба (MG)
- Уберландия (MG)
- Убиражара (SP)
- Убирата (PR)
- Убиретама (RS)

- Уго Наполеау (PI)

- Уейрас (PI)
- Уейрас до Пара (PA)

- Уйбаи (BA)
- Уйрамутан (RR)
- Уйрапуру (GO)
- Уйрауна (PB)

- Улианополис (PA)
- Уля Негра (RS)

- Умайта (AM)
- Умайта (RS)
- Умари (CE)
- Умаризал (RN)
- Умбауба (SE)
- Умберту ди Кампос (MA)
- Умбуранас (BA)
- Умбуратиба (MG)
- Умбузейру (PB)
- Умирин (CE)
- Умуарама (PR)

- Уна (BA)
- Унаи (MG)
- Униау (PI)
- Униау да Сера (RS)
- Униау да Витория (PR)
- Униау ди Минас (MG)
- Униау до Оести (SC)
- Униау до Сул (MT)
- Униау дос Палмарис (AL)
- Униау Паулиста (SP)
- Унифлор (PR)
- Унисталда (RS)

- Упанема (RN)

- Ураи (PR)
- Уранди (BA)
- Урания (SP)
- Урбану Сантус (MA)
- Уру (SP)
- Уруасу (GO)
- Уруана ди Минас (MG)
- Уруана (GO)
- Уруара (PA)
- Урубиси (SC)
- Урубуретама (CE)
- Урукания (MG)
- Урукара (AM)
- Урусука (BA)
- Урукуя (MG)
- Урусуи (PI)
- Урукуритуба (AM)
- Уругуаяна (RS)
- Уруока (CE)
- Урупа (RO)
- Урупема (SC)
- Урупес (SP)
- Урусанга (SC)
- Урутаи (GO)

- Утинга (BA)

- Ушоа (SP)

### Ф
- Фагундис (PB)
- Фагундис Варела (RS)
- Фазенда Нова (GO)
- Фазенда Рио Гранди (PR)
- Фазенда Виланова (RS)
- Файна (GO)
- Фама (MG)
- Фария Лемус (MG)
- Фариас Бриту (CE)
- Фарол (PR)
- Фару (PA)
- Фароупиля (RS)
- Фартура (SP)
- Фартура до Пиауи (PI)
- Фатима (BA)
- Фатима (TO)
- Фатима до Сул (MS)
- Фашинал (PR)
- Фашинал дос Гедис (SC)
- Фашинал до Сотурну (RS)
- Фашиналзиню (RS)

- Фейжо (AC)
- Фейра да Мата (BA)
- Фейра ди Сантана (BA)
- Фейра Гранди (AL)
- Фейра Нова до Мараняо (MA)
- Фейра Нова (PE)
- Фейра Нова (SE)
- Фелисиу дос Сантус (MG)
- Фелипи Гера (RN)
- Фелисбургу (MG)
- Фелисландия (MG)
- Фелис Дезерту (AL)
- Фелис Натал (MT)
- Фелис (RS)
- Фенис (PR)
- Фернандис Пинейру (PR)
- Фернандис Тоуриню (MG)
- Фернандополис (SP)
- Фернандо ди Нороня (PE)
- Фернанду Фалкау (MA)
- Фернанду Педроза (RN)
- Фернанду Престис (SP)
- Фернау (SP)
- Фераз ди Васконселус (SP)
- Ферейра Гомис (AP)
- Ферейрус (PE)
- Ферус (MG)
- Ферведоуру (MG)

- Фигейра (PR)
- Фигейрау (MS)
- Фигейрополис (TO)
- Фигейрополис д'Оести (MT)
- Филаделфия (BA)
- Филаделфия (TO)
- Фирмину Алвис (BA)
- Фирминополис (GO)

- Флешейрас (AL)
- Флораи (PR)
- Флорания (RN)
- Флора Рика (SP)
- Флор да Сера до Сул (PR)
- Флор до Сертау (SC)
- Флореал (SP)
- Флорис (PE)
- Флорис да Куня (RS)
- Флорис ди Гояс (GO)
- Флорис до Пиауи (PI)
- Флореста Азул (BA)
- Флореста до Арагуая (PA)
- Флореста до Пиауи (PI)
- Флореста (PE)
- Флореста (PR)
- Флорестал (MG)
- Флорестополис (PR)
- Флориану (PI)
- Флориану Пейшоту (RS)
- Флорианополис (SC)
- Флорида (PR)
- Флорида Паулиста (SP)
- Флоринеа (SP)

- Фонти Боа (AM)
- Фонтоура Шавиер (RS)
- Формига (MG)
- Формигейру (RS)
- Формоза (GO)
- Формоза да Сера Негра (MA)
- Формоза до Оести (PR)
- Формоза до Рио Прету (BA)
- Формоза до Сул (SC)
- Формозу (GO)
- Формозу (MG)
- Формозу до Арагуая (TO)
- Форкетиня (RS)
- Форкиля (CE)
- Форкилиня (SC)
- Форталеза (CE)
- Форталеза ди Минас (MG)
- Форталеза дос Ногейрас (MA)
- Форталеза дос Валус (RS)
- Форталеза до Табокау (TO)
- Фортин (CE)
- Фортуна ди Минас (MG)
- Фортуна (MA)
- Фос до Игуасу (PR)
- Фос до Жордау (PR)

- Фрайбургу (SC)
- Франка (SP)
- Франсинополис (PI)
- Франсиско Алвис (PR)
- Франсиско Айрис (PI)
- Франсиско Бадаро (MG)
- Франсиско Белтрау (PR)
- Франсиско Дантас (RN)
- Франсиско Думонт (MG)
- Франсиско Маседу (PI)
- Франсиско Морату (SP)
- Франсискополис (MG)
- Франсиско Са (MG)
- Франсиско Сантус (PI)
- Франку да Роша (SP)
- Фрешейриня (CE)
- Фредерику Вестфален (RS)
- Фрей Гаспар (MG)
- Фрей Иносенсиу (MG)
- Фрей ЛагоНегро (MG)
- Фрей Мартиню (PB)
- Фрей Мигелиню (PE)
- Фрей Паулу (SE)
- Фрей Рожериу (SC)
- Фронтейра (MG)
- Фронтейра дос Валис (MG)
- Фронтейрас (PI)
- Фрута ди Лейти (MG)
- Фрутал (MG)
- Фрутуозу Гомис (RN)

- Фундау (ES)
- Фуниландия (MG)

### Ш
- Ша Гранди (PE)
- Ша ди Алегрия (PE)
- Ша Прета (AL)
- Шавал (CE)
- Шавантина (SC)
- Шавантис (SP)
- Шавис (PA)
- Шакара (MG)
- Шале (MG)
- Шамбиоа (TO)
- Шамбре (PR)
- Шангри-ла (RS)
- Шаншере (SC)
- Шапада (RS)
- Шапада Гауша (MG)
- Шапада да Нативидади (TO)
- Шапада ди Арея (TO)
- Шапада до Норти (MG)
- Шапада дос Гимарайнс (MT)
- Шападау до Лажеаду (SC)
- Шападау до Сеу (GO)
- Шападау до Сул (MS)
- Шападиня (MA)
- Шапеко (SC)
- Шапури (AC)
- Шаркеада (SP)
- Шаркеадас (RS)
- Шаруа (RS)
- Шашин (SC)

- Шешеу (PE)

- Шиапета (RS)
- Шиадор (MG)
- Шики-Шики (BA)
- Шингуара (PA)

- Шопинзиню (PR)
- Шоро (CE)
- Шорозиню (CE)
- Шорошо (BA)

- Шрьодер (SC)

- Шувиска (RS)
- Шуи (RS)
- Шупингуая (RO)

### Ю
- Юбанк да Камара (MG)

### Я
- Яканга (SP)
- Ясиара (GO)
- Якри (SP)
- Ясу (BA)
- Япу (MG)
- Ярас (SP)
- Яти (PE)